# 弩級戦艦

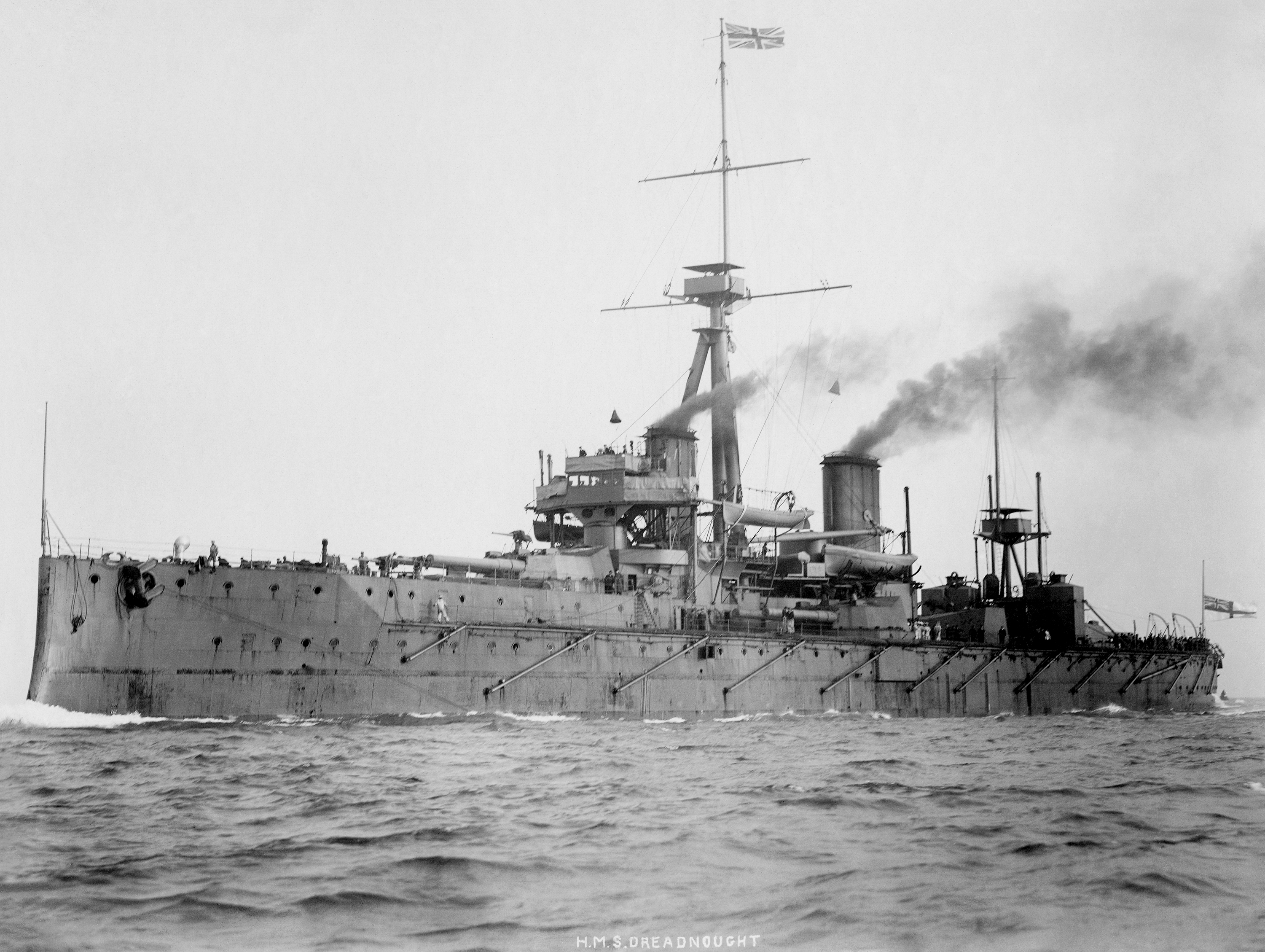
弩級戦艦の呼び名のもととなったイギリス戦艦ドレッドノート

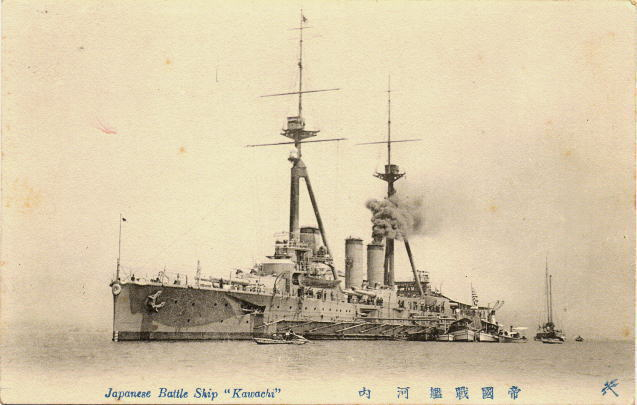
日本最初の弩級戦艦河内

弩級戦艦（どきゅうせんかん、英: dreadnought）は、20世紀前半の戦艦の典型的なタイプを言う。1906年に進水したイギリス海軍の「ドレッドノート」は、単一口径巨砲(all-big-gun)による武装と蒸気タービンによる高速で大きな衝撃をもたらし、以後の戦艦のタイプを普通名詞として「ドレッドノート (dreadnought)」、それ以前のものを「プレ・ドレッドノート (pre-dreadnought)」と呼ぶようになった。
日本語では略してそれぞれ「弩級戦艦（弩級艦）」、「前弩級戦艦（前弩級艦）」と呼ぶ。なおこの「弩」はドレッドノートの頭の音を取った当て字であり、漢字の意味（おおゆみを表す）とは関係無い。そのため、ド級とカタカナ表記する場合もある。

## 概要
戦艦ドレッドノートには2つの革命的特長があった。1つは「単一巨砲」による武装であり、もう1つは蒸気タービン推進である。ドレッドノートの出現によって在来艦が一気に旧式化し、“弩級かそれ以下か”が軍事力の重要な象徴となったため、新たな海軍建艦競争が始まることになった。特にイギリスとドイツの建艦競争が著しかったが、それ以外にも影響は世界中に及んだ。
「単一巨砲」のコンセプトによる軍艦の開発はドレッドノートの建造の数年前から行われていた。日本帝国海軍は1904年に単一巨砲艦の研究を開始したが、結局前弩級戦艦に落ち着いた。アメリカ海軍もまた単一巨砲艦を建造していた。弩級戦艦時代には目覚しい技術革新が続き、新しい艦になるごとにどんどん大きくなり、また武装や防御や推進機関も進歩した。新戦艦がドレッドノート自身を凌駕するのに10年もかからなかった。これらのより強力な艦は「超弩級戦艦 (super-dreadnoughts)」と呼ばれた。弩級戦艦の多くは第一次世界大戦後のワシントン海軍軍縮条約の下で廃棄されたが、より新しい多数の超弩級戦艦が第二次世界大戦を通して活躍した。
20世紀初頭は弩級戦艦建造に莫大な資源が投入されたが、弩級戦艦による艦隊同士の決戦が行われたのはユトランド沖海戦のただ1回のみであった。イギリス艦隊とドイツ艦隊が激突したその海戦は、結局双方とも決定的な結果を得ることなく終了した。第一次世界大戦後、すべての戦艦が弩級戦艦の性格を持つことになったため、「弩級艦」という用語はあまり使われなくなった。また、「弩級艦」という用語は、ドレッドノートの革命が生み出したもうひとつの艦種である巡洋戦艦についても用いられる。

## 起源
弩級戦艦の画期的な単一巨砲による武装は、20世紀初頭、各国海軍がその戦艦の火力と射程距離を増大しようとしたことの帰結である。
新たな高性能大口径砲は、1895年竣工のイギリスマジェスティック級戦艦で、口径12インチ (305 mm) の主砲が初めて採用された。
その後の前弩級戦艦の大多数もこの口径12インチ (305 mm) の主砲4門、副砲として7.5インチ (190 mm) から4.7インチ (120 mm) 程度の速射砲を6門ないし18門装備していた。また、8インチ (203 mm) ないし9.2インチ (234 mm) 程度の中間砲を備えているタイプもあった。しかし、いくつかの国では、すでに1903年頃までに、単一巨砲装備に関する重要な提案が行われていた。
単一巨砲装備（片舷火力8門以上）の設計は3ヶ国の海軍でほとんど同時に開始された。日本帝国海軍では、1904年度の薩摩型戦艦の計画の際、12インチ (305 mm) 砲8門搭載とする案があった（結局2巨砲混載の前弩級戦艦となった）。イギリス海軍は戦艦ドレッドノートの設計を1905年1月に開始し、その年の10月に起工した。アメリカ海軍は、1905年3月に12インチ砲8門を持つ戦艦ミシガンの承認を獲得し、1906年12月に起工した。
単一巨砲設計への移行は、均一かつ大口径の砲による武装が火力と射撃管制の両面で有利であることから行なわれた。最新の12インチ (305 mm) 砲は、10インチ (254 mm) または9.2インチ (234 mm) 砲よりも射程が長かった。大部分の歴史家はまた、射撃管制での利点も指摘する。長射程砲は、一斉射撃の結果として得られる着弾を観測することで照準を調整できるが、口径が異なる場合は、着弾もまちまちとなるため、それを照準に反映させることは困難だった。しかしこの点が重要なポイントであるかどうかについてはまだ多少の議論が残されている。

### 遠距離射撃
1890年代の海戦では、海戦を決するのは中程度の口径（主に6インチ (152 mm)）を持つ比較的短射程の速射砲であった。海軍の砲術は、目標を遠距離から砲撃するにはまだあまりにも不正確だった。近距離ではより軽い砲の方が正確さで勝っており、速射砲の高い発射率は、目標に関して大量の弾丸を投射することを可能にした。1894年の日清戦争の黄海海戦では、勝利した日本海軍は距離が3,900 mを切るまで砲撃を開始せず、しかも大部分の戦闘は距離2,000 mで行われた。
1900年代初期には魚雷の射程が増加を見せ、イギリス、アメリカ両国の海軍首脳は、将来の戦艦はより遠距離で交戦することになると予想した。1903年にアメリカ海軍は射程4,000ヤード (3,700 m) の魚雷を発注した。イギリス、アメリカ両海軍の首脳は、より遠距離で敵と交戦する必要があると結論づけた。1900年、イギリス海軍の地中海艦隊司令長官のサー・ジョン・「ジャッキー」・フィッシャー提督は、6インチ (152 mm) 砲による6,000ヤード (5,500 m) での砲術訓練を命じた。1904年には、アメリカの海軍大学校は、7,000 - 8,000ヤード (6,400 - 7300 m) の射程を持つ魚雷の戦艦戦術に対する影響を研究していた。
軽量の中口径砲の威力は限られており、遠距離射撃ではその正確さは著しく減少した。また遠距離では高い発射率の利点も減少した。正確な射撃を行なうには、その前に行った斉射の着弾位置を観測することが必要であり、発射率が高ければ良いというものでもなかった。
20世紀初頭、大口径砲の有効射程は増加した。これは1904年までに砲術訓練によって確立され、1905年の日本海海戦において、実戦で裏付けられた。

### 巨砲混載艦

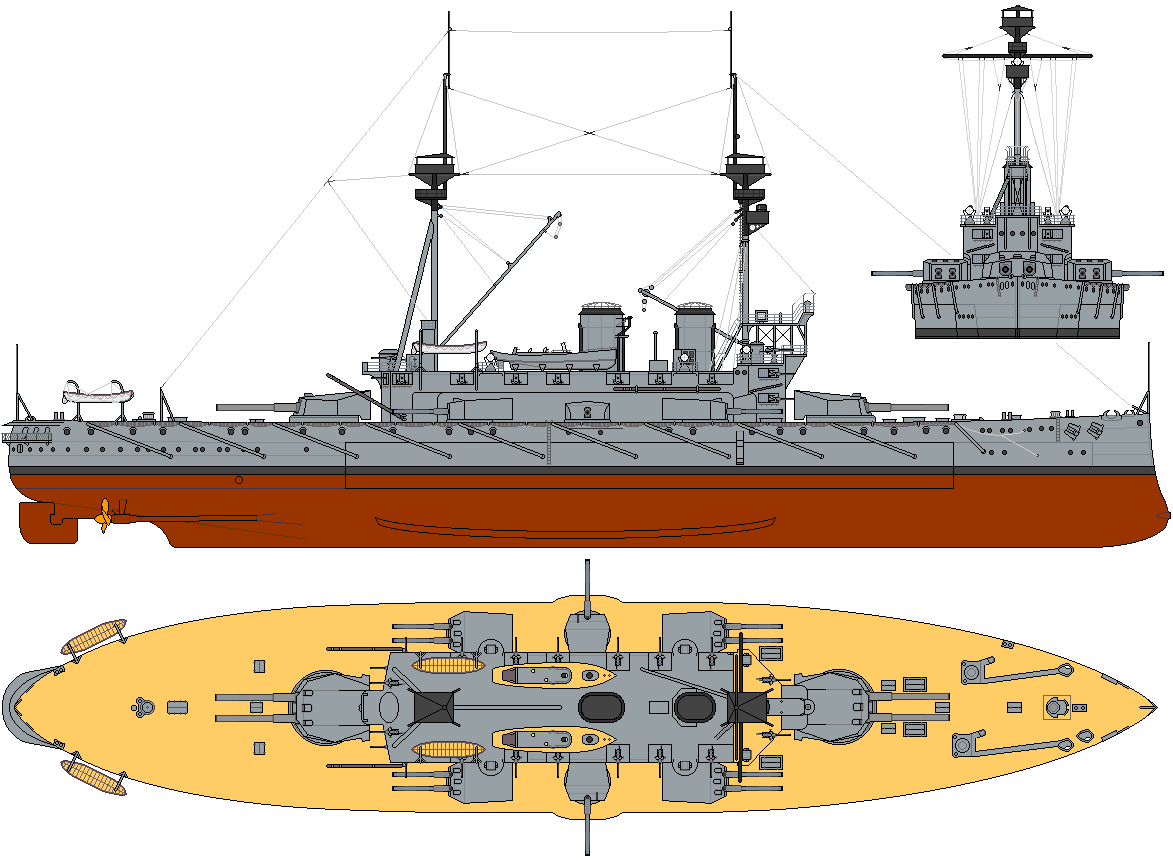
イギリスの巨砲混載戦艦アガメムノン（ロード・ネルソン級）。12インチ (305 mm) 砲4門と9.2インチ (234 mm) 砲10門を搭載した。

より強力な戦艦を作るための1つのアプローチとして、副砲を減らし、代わりにより大口径の砲、たとえば9.2インチ (234 mm) あるいは10インチ (254 mm) の砲を装備するという手段がある。そうした戦艦は一般に「巨砲混載艦」、のちには「準弩級戦艦」と言われ、イギリスのキング・エドワード7世級やロード・ネルソン級、フランスのダントン級、日本の薩摩型などがそれに当たる。これらの戦艦の設計にあたっては、その過程でしばしば「単一口径巨砲」という選択肢についても議論されていた。
「アメリカ海軍協会報 (Proceedings of the US Naval Institute)」1902年6月号には、アメリカ海軍の主導的な砲術の専門家であるP・R・アルジャー教授の、12インチ (305 mm) 砲8門を連装砲塔4基に納めるという提案が掲載されている。建艦補修局 (Bureau of Construction and Repair) は1902年5月、12門の10インチ (254 mm) 砲を連装砲塔に納め、前後に2基、両舷に4基配置する戦艦の提案を行った。H・C・パウンドストーン少佐はより大きな戦艦に関する建白書を1902年12月にセオドア・ルーズベルト大統領に提出したが、その文書の付属別紙において、多数の11インチ (279 mm) 砲と9インチ (229 mm) 砲は、より少ない数の12インチ砲と9インチ砲より好ましいと述べている。海軍大学校と建艦補修局は、1903年から1905年にかけての研究で単一巨砲のアイデアをつかんだ。すなわち、1903年7月に開始された兵棋演習において、『11インチ (279 mm) か12インチ (305 mm) の砲を六角形に配置した戦艦1隻は、在来型戦艦の3隻またはそれ以上に匹敵する』ことが明らかになったのである。
イギリス海軍でも同様な流れが生じていた。1902年から1903年にかけて、備砲を2種類の口径を持つ大口径砲（すなわち12インチ (305 mm) 砲4門と9.2インチ (234 mm) 砲12門など）とする設計が提出されたが、結局海軍本部は、1903–04年の建艦計画ではキング・エドワード7世級（12インチ、9.2インチ、6インチ (152 mm) の混載）をもう3隻造るという決定を下した。この考えは1904–05年の計画で復活し、ロード・ネルソン級となった。同級は、船体中央部の長さと船体幅の制約から、中央の9.2インチ砲の砲塔は連装でなく単装となったが、12インチ砲4門と、9.2インチ砲10門を備え、6インチ砲は持たなかった。この設計者J・H・ナーベスは12インチ砲12門という代替案も提出していたが、海軍本部にはまだそれを受け入れる用意ができていなかった。多種口径砲の混載の背景には、日露戦争がもたらした国際緊張に対応するために出来るだけ早く戦艦を建造するという差し迫った理由があった。

### 単一巨砲への転換
副砲である6インチ (152 mm) または8インチ (203 mm) の砲を9.2インチ (234 mm) または10インチ (254 mm) の砲に置き換えることで戦艦の打撃力は増大し、特に遠距離の場合に著しかった。しかし、単一口径巨砲の利点は他にも多々あった。ひとつは補給の簡素化である。例えばアメリカがサウスカロライナ級戦艦の多口径砲混載を研究していたとき、ウィリアム・シムズとホーマー・パウンドストーンは、弾薬の供給と、負傷した砲手を非戦闘側の砲手に交替させる場合の砲の統一の利点を強調した。
砲の口径の統一は射撃管制の合理化をもたらした。ドレッドノートの設計者が単一巨砲の設計を選んだのは、射距離を修正するための計算が1回だけですむからだった。
今日の研究者の中には、12インチ (305 mm) 砲の着弾による水柱と、より口径が小さい砲の水柱とを混同する可能性が正確な射距離測定を困難にしており、そのことが口径の統一にあたって特に重視されたという意見がある。しかし、この点については異論もある。1905年時点の射撃管制は、斉射（一斉打ち方）のテクニックを用いるほど（つまり水柱の混同が重大問題になるほど）にはまだ進歩していなかったし、単一巨砲設計に取り組んだ人たちが水柱の混同を心配していたようにも見えない。
それでもなお、交戦の遠距離化が見込まれたことは、標準とすべき最大の砲の口径が10インチ (254 mm) ではなく12インチ (305 mm) でなければならないと決めるにあたって重要な要素となった。
さらにまた、新設計による12インチ砲塔は発射速度のかなりの向上をもたらし、以前の小口径砲が持っていた利点を凌駕した。12インチ砲は1895年以前は4分毎の発射がやっとだったが、1902年には毎分2発の発射が当たり前になっていた。
1903年10月に、イタリアの海軍造船官ヴィットリオ・クニベルティはジェーン海軍年鑑に「イギリス海軍にとっての理想的戦艦」という文章を書き、その中で、それは主砲として12インチ砲12門を持ち、12インチ厚の装甲によって防御され、24ノットの速力を持つ、としていた（彼はそれをすでに自分自身の所属するイタリア王国海軍にも提案していた）。クニベルティの発案は、小口径砲からの「雨霰」のような榴弾の代わりに、遠距離から新型の12インチ砲の矢継ぎ早の徹甲弾の発砲によって、重砲による破壊的な「速射」を実現するというものだった。
日本海軍の大口径砲志向への背景にもある種の類似したものがあった。また日本海海戦において日本の榴弾は炸薬として高感度の下瀬火薬を使用し、主砲でも遠距離から砲撃した。それは目標に接触するとすぐに爆発し、火災を引き起こした。発射率の増大は、将来の射撃管制の進歩の基礎をなすものだった。

### 最初の弩級戦艦

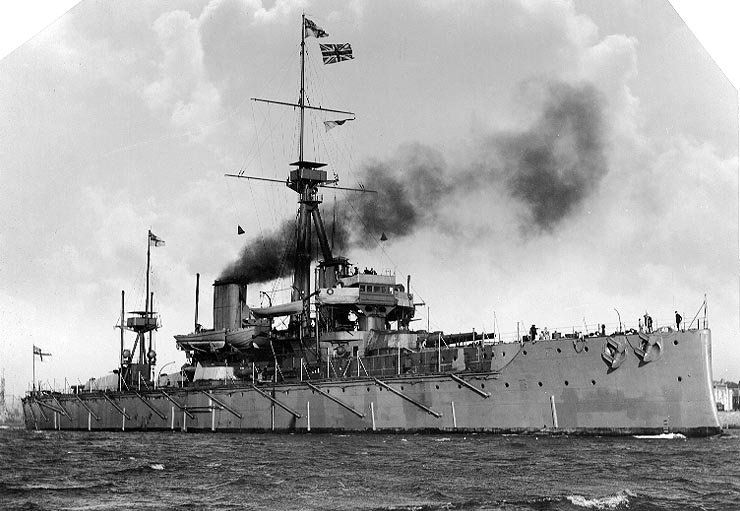
世界で最初の弩級戦艦、イギリス海軍の戦艦ドレッドノート

日本の1903–04年度計画の戦艦2隻（薩摩と安芸）は12インチ (305 mm) 砲8門の搭載が考えられており、世界初の単一巨砲艦となる可能性があった。しかしその設計の装甲はあまりに薄いと判断され、根本的な再設計を要求された。そして日露戦争による財政的な圧迫と、イギリスからの輸入に頼っていた12インチ砲の供給不足から、最終的には12インチ砲と10インチ (254 mm) 砲の混載艦として完成した。また1903–04年度艦は、主機も、ドレッドノートと異なり、従来型の三段膨張式往復蒸気機関であった。
弩級戦艦への躍進は1905年10月に英国で起こった。新任の第一海軍卿ジョン・アーバスノット・フィッシャーは長い間イギリス海軍の技術革新を唱えてきた人物で、単一巨砲艦のアイデアに確固たる信念を持つに至っていた。フィッシャーはしばしば弩級戦艦の発案者かつイギリスの大弩級戦艦艦隊の父と信じられており、彼自身その印象を強めようとしている。しかし、当時のフィッシャーの関心の中心は戦艦でなく巡洋戦艦であったと考えられている。
フィッシャーは就任後まもなく、将来の戦艦と装甲巡洋艦の設計を考える委員会を設立した。委員会の最初の仕事は新しい戦艦を考えることだった。新戦艦の仕様は、口径12インチの主砲と対水雷艇用の砲を持ち、中間砲を持たず、既存の戦艦より2、3ノット速い21ノットの速力を持つというものであった。最初に考えられたデザインは12インチ砲12門というものであったが、これは砲の配置が困難であり、造船官は初め12インチ砲4門に9.2インチ (234 mm) 砲16ないし18門の設計に戻すよう求めた。結局、公式観戦士官ウィリアム・クリストファー・パケナム大佐によって編纂された日本海海戦の完全な評価報告に基づき、委員会は新戦艦に12インチ主砲10門と、12ポンド砲22門からなる副砲を備えることを決定した。
委員会はまたこの新戦艦ドレッドノートを蒸気タービン推進とするという冒険を試みた。これは大型軍艦では前例のないことだった。タービンによる大きな効率は、往復動機関を使った場合より小型でかつ安価な船で、21ノットの設計速度が得られることを意味した。建造は著しいスピードで進められた。ドレッドノートは1905年10月2日に起工され、1906年2月10日には進水が行われた。そして10月3日には竣工を迎え、イギリスの工業力を強烈に印象付ける形となった。
アメリカ最初の弩級戦艦はサウスカロライナ級である。本級の詳細計画は、1905年7月から11月にかけて進められ、1905年11月23日に建艦委員会の承認を得た。しかし、建造は遅れ、入札要領が示されたのは1906年3月21日、契約締結は7月21日、2隻が起工されたのはドレッドノート完成後の1906年12月になってからだった。

## 設計
弩級戦艦の設計者は、最高の防御、速力、火力を現実的な大きさとコストにおいて実現しようとした。弩級戦艦の特質は「単一口径巨砲」だったが、防御の面でも、水線部分の厚い装甲帯と1層ないし複数層の装甲甲板とに集中させた装甲を備えていた。加えて船体内には、副砲、火器管制装置、指揮装置、対魚雷防御などが組み込まれなければならなかった。
速力、火力、そして耐久力のあくなき追求により、弩級戦艦の排水量とコストが増加するのは避けがたい結果であった。1922年のワシントン海軍軍縮条約は、主力艦の排水量を35,000トン以下に制限した。軍縮条約期間内に、この制限内で新規に建造された戦艦はネルソン級戦艦のみである。1930年代に日本が条約の脱退を決め、また第二次世界大戦が勃発したため、この制限は意味を持たなくなった。

### 武装

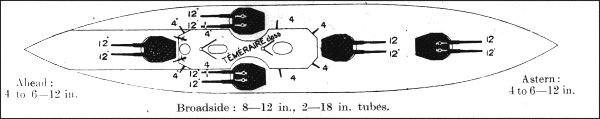
初期のイギリス弩級戦艦の武装配置を示す戦艦ベレロフォンの計画図面。主砲を連装砲塔に納め、2基を両翼に置いている。小口径の副砲は主砲塔上か上部構造物の周辺にまとめられている。

弩級戦艦は均一かつ大口径の主砲を装備したが、その口径や門数、配置は設計によってまちまちだった。ドレッドノートの主砲は12インチ (305 mm) 10門であった。12インチ砲は前弩級戦艦時代に殆どの海軍で標準とされた口径であり、初期の弩級戦艦もこれを踏襲した。例外はドイツ帝国海軍で、280 mm砲を使い続け、最初の弩級戦艦であるナッサウ級も同様だった。
弩級戦艦はより軽い砲も装備していた。初期の多くの弩級戦艦は、敵の水雷艇を撃退するために102 - 127mmクラスの小口径の副砲を搭載した。一方でフランスは13.9cm、ドイツは15cmという口径を選んだ。これは、対水雷艇攻撃を考えた英米よりも先進的な考えで小型の巡洋艦クラスでさえも副砲で対応可能とするためであった。実際に、魚雷の射程とそれを搭載する駆逐艦の排水量が大きくなるにつれ耐久力が増加したため、副砲の口径と重さも増加する傾向にあった。第一次世界大戦の終わり以降、戦艦は対空火器（通常は多数の小口径砲）も装備しなければならなくなった。
弩級戦艦には魚雷発射管を装備することも多く行われた。理屈から言えば、縦陣を形成した戦艦部隊は、並行して進む敵に対して破滅的な魚雷の斉射を浴びせる事ができるはずだった。しかし実際には戦艦から発射された魚雷が命中したことはほとんどなく、むしろ保管している魚雷に敵の砲弾が命中した場合には致命的な爆発が生じる可能性があったが、イギリスでは超弩級戦艦の時代でも「ネルソン級」の例をとるまでもなく魚雷発射管搭載にこだわった。

#### 主砲配置

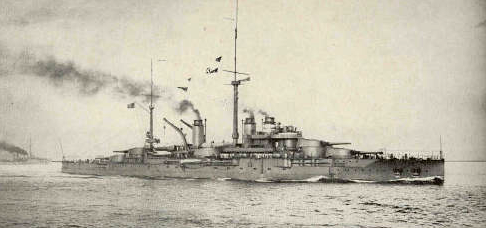
フランスの弩級戦艦クールベ級「ジャン・バール」。前部と後部の2基ずつを背負い式配置としていた。

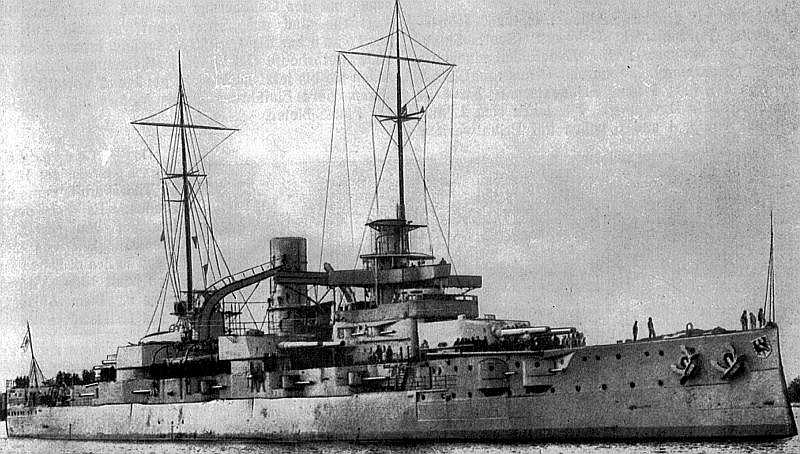
ドイツの弩級戦艦ナッサウ級「ラインラント」。

砲の効果は、砲塔の配置にも依存していた。ドレッドノートとそれに続いたイギリス戦艦は5基の砲塔を持ち、中心線上に1基を前方、2基を後方に向けて搭載した。そして残りの2基は上部構造物の左右に置いた。これにより、前方に3基、舷側方向に4基の砲塔を向け、発射することが可能となった。ドイツの弩級戦艦ナッサウ級とヘルゴラント級は、前後に各1基、左右に計4基の砲塔を六角形に配置した。これは、砲の総数はドレッドノートより多いが、舷側および前方に向けられる砲の数はドレッドノートと同じだった。フランスの弩級戦艦クールベ級は前後の甲板に主砲塔2基ずつを背負い式配置し、船体中央部左右に主砲塔を1基ずつ計6基を配置する方法を採っており、この方式により首尾線方向に最大8門、左右方向に10門という強力な火力を向けることができた。

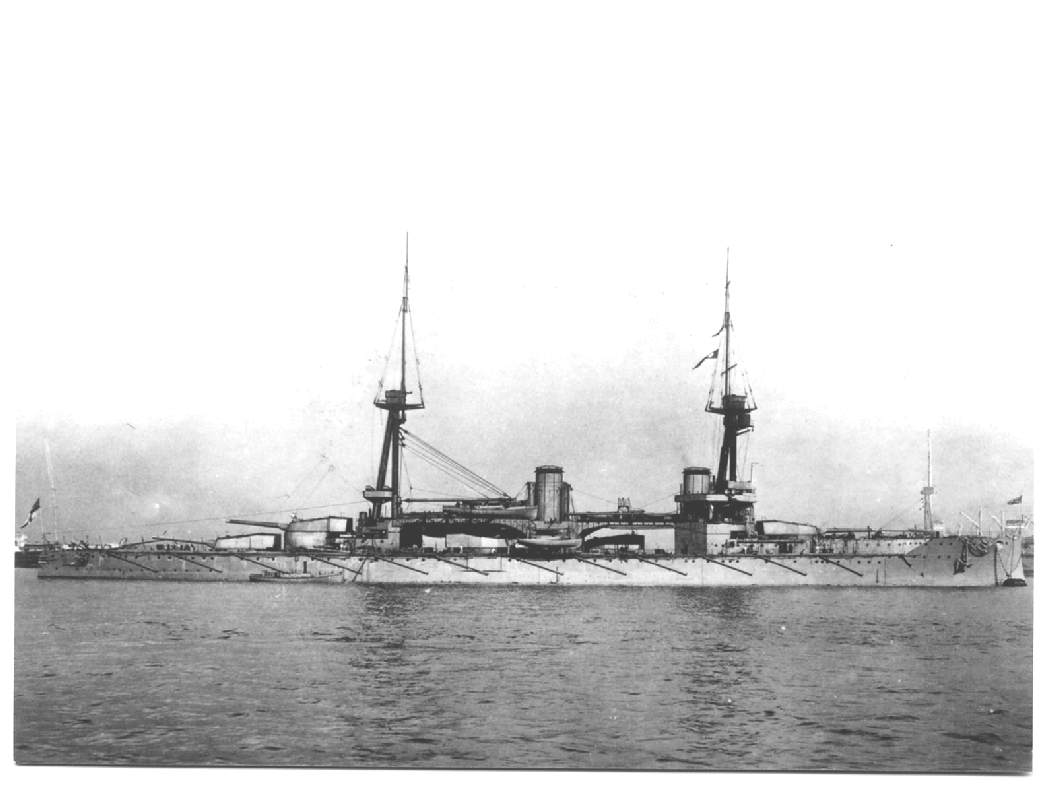
弩級戦艦「ネプチューン」。中央部の主砲塔2基を離した事により射界は広がったが、代償として艦載艇を置くスペースがなくなったためフライング・デッキと呼ばれる構造物を設けていた。

弩級戦艦の主砲についてはさまざまな配置が試みられた。イギリスの戦艦ネプチューンは左右両翼の砲塔を互い違いに配置（エシェロン、梯形配置）して、全10門の主砲を限定的ながら同時に一方の舷側に向けられるようにした。ドイツのカイザー級もこれに追随した。しかしこれは、両翼の砲塔が反対舷にむけて発射するときの爆風が艦に損害を与えるリスクがあり、また船体のフレームにも大きな応力を生じるものだった。
もしすべての砲塔を中心線上に置けば、船体に生じる応力は相対的に低下する。この配置では、前後方向に撃てる主砲は減るが、すべての主砲を舷側方向に向けることができた。また同時に全長の増大ももたらし、同等の防御を実現するためには装甲に割かなければならない重量が増大するという問題を設計者に課した。さらにそれぞれの砲塔に対応した弾薬庫は、缶と主機の配置の妨げとなった。戦艦エジンコートは中心線上に空前絶後の14門の主砲を7基の砲塔に納めて配置したが、以上のような理由により、成功したとは考えられなかった。

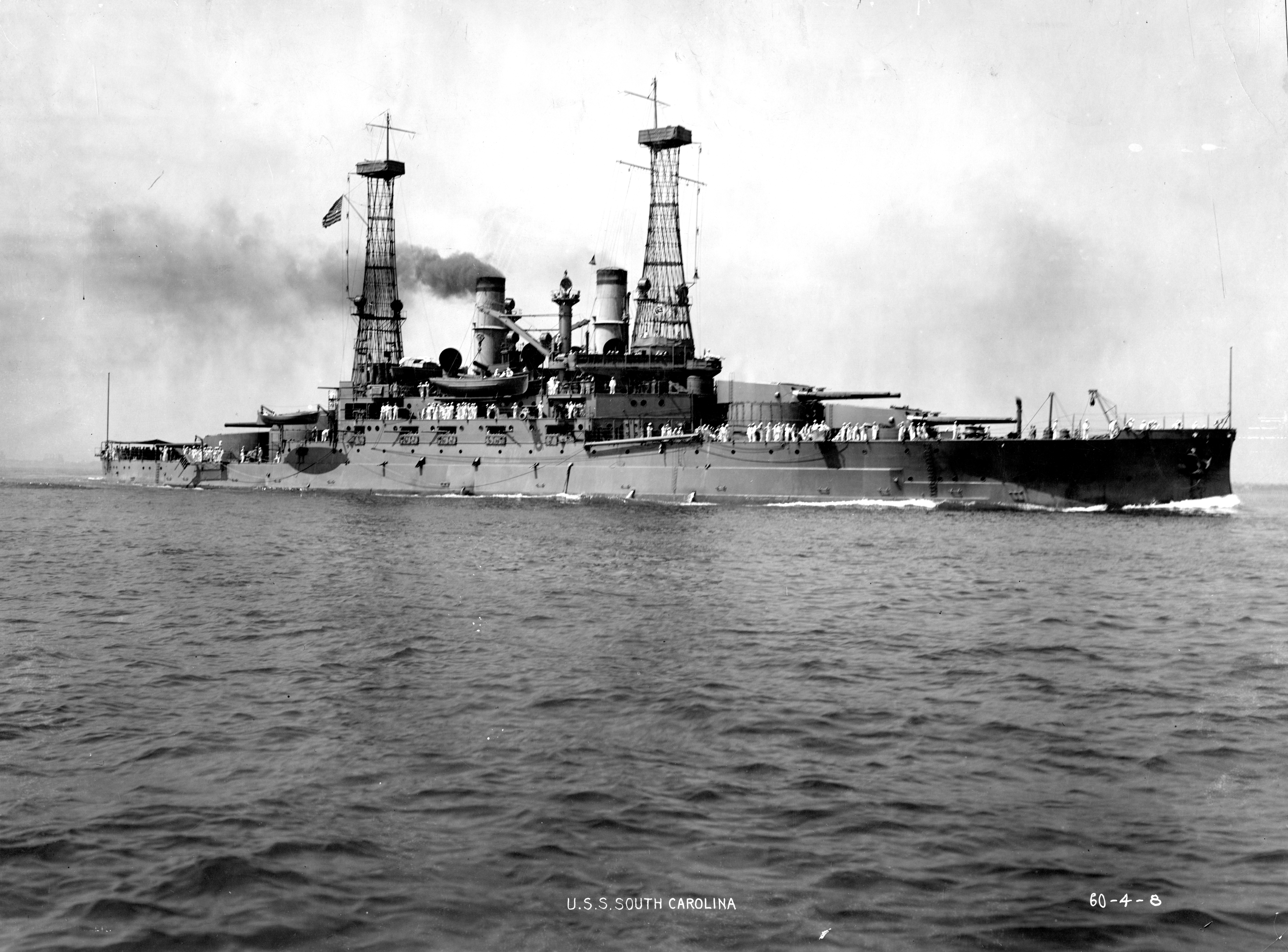
アメリカの弩級戦艦サウスカロライナ級「サウスカロライナ」。

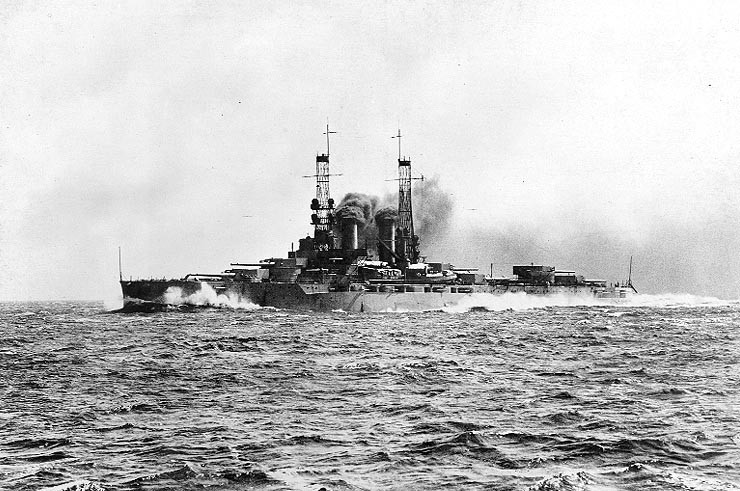
アメリカの弩級戦艦ワイオミング級「ワイオミング」。

背負式の配置は最終的には標準の方式となった。これは1基ないし2基の砲塔を、そのすぐ前または後ろにある砲塔の頭越しに発砲できるように高く配置する方式である。アメリカ海軍は1906年にその最初の弩級戦艦サウスカロライナ級でこれを採用したが、他の国はなかなか採用しなかった。他の方式と同様、この方式にも欠点があった。当初のうち、高い位置の砲塔の爆風が低い位置の砲塔に影響を与えるという懸念があった。また高くした砲塔は艦の重心を上げ、艦の復元性に悪影響があった。しかしそれでも、この配置は決まった数の砲から最大限の火力を引き出す方法であり、結局一般に採用されることになった。フランス海軍では前弩級戦艦の時代に海防戦艦「アンリ4世」で主砲塔の上に副砲塔を配置したために背負式配置と同様の問題が起きたが独自に解決した経験があり、クールベ級で背負式配置を前後に配置したが問題は皆無であった。
アメリカ海軍では最終的に「ワイオミング級」において12インチ連装砲6基を全て背負い式配置で2基ずつ配置する事により片舷斉射門数12門という強力な火力を得た。イギリス海軍も1910年の超弩級戦艦オライオン級で全砲塔の中心線配置とともに採用した。超弩級戦艦以後の第二次世界大戦当時には背負式配置はまったく当たり前の方式になっていた。

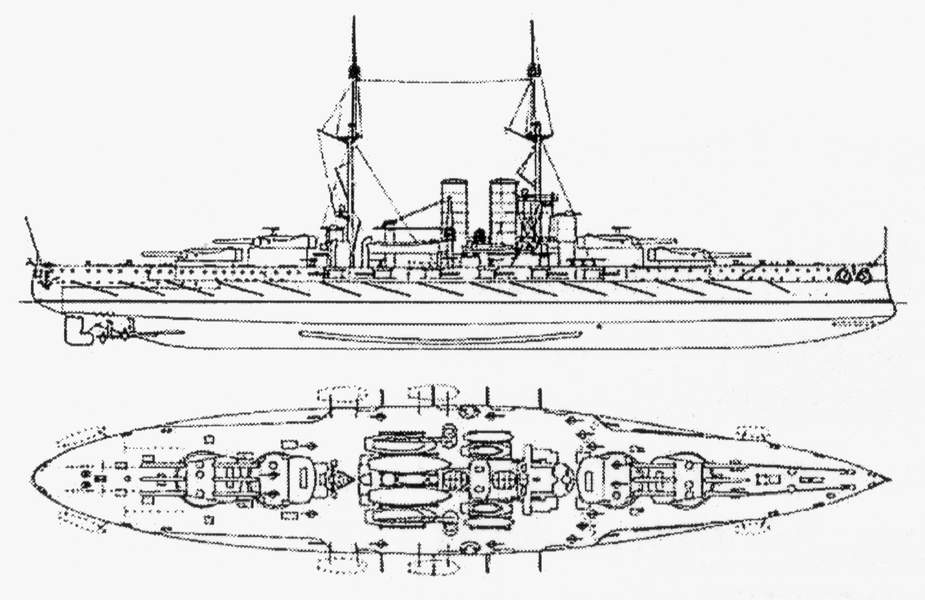
オーストリア＝ハンガリー帝国の弩級戦艦テゲトフ級「フィリブス・ウニティス」。

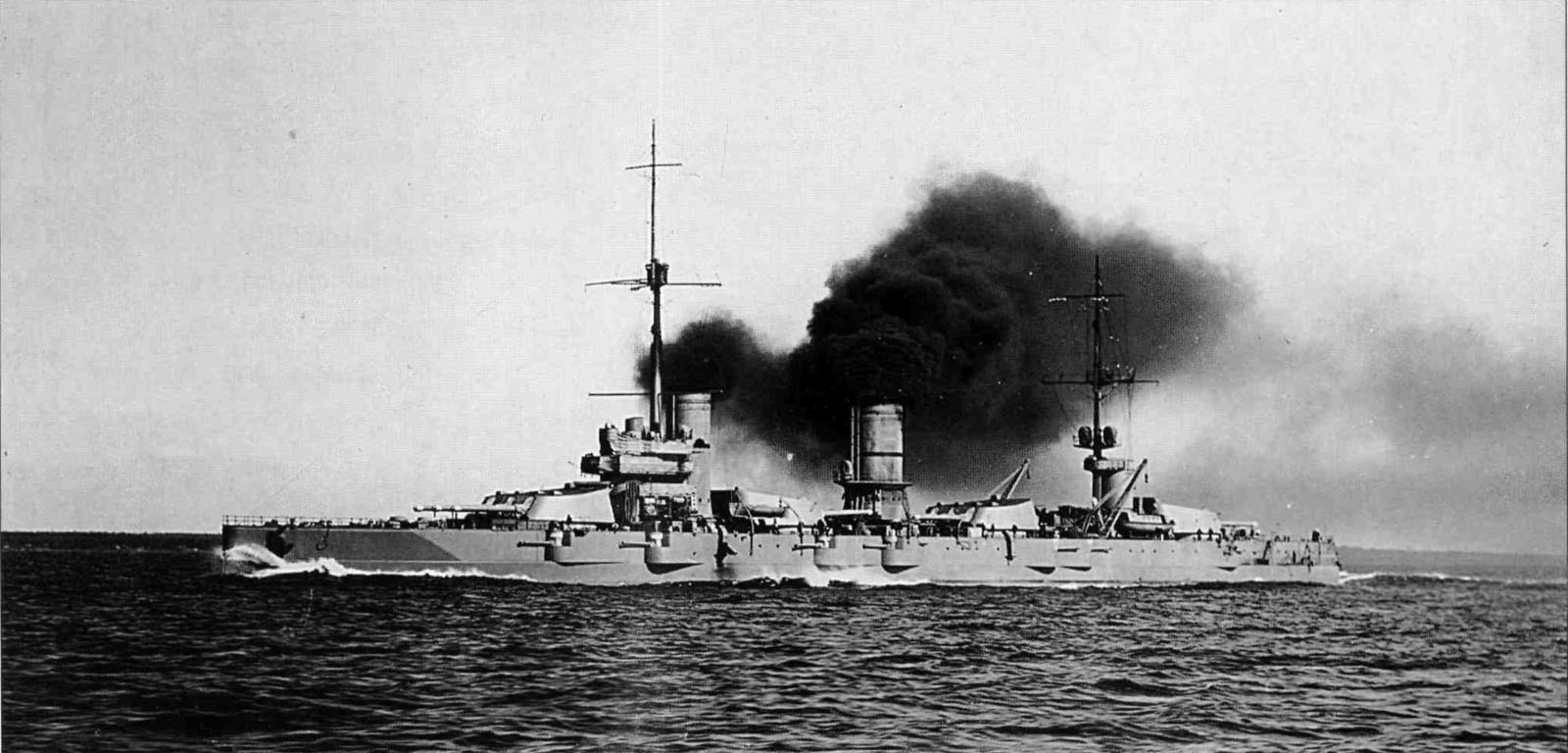
ロシア帝国の弩級戦艦ガングート級「ポルタワ」。

当初のうちはどの弩級戦艦の主砲も1砲塔に2門ずつ収められていた。しかし、砲塔配置の問題は、1砲塔に3門、さらには4門の砲を納めることによっても解決可能だった。砲塔の数を減らすことは船体を短くできるということであり、より多くのスペースを機関のために割けるということだった。しかしそれは一方で敵弾が砲塔のひとつを破壊した場合に、無力化される主砲の割合が大きいということでもあった。また、同じ砲塔の砲の爆風が相互に干渉する危険性により、発射率はいくらかの制限を受けた。3連装砲塔を最初に採用したのは1913年のイタリアの戦艦ダンテ・アリギエーリだが、すぐにロシアのガングート級、オーストリア＝ハンガリーのテゲトフ級が採用した。

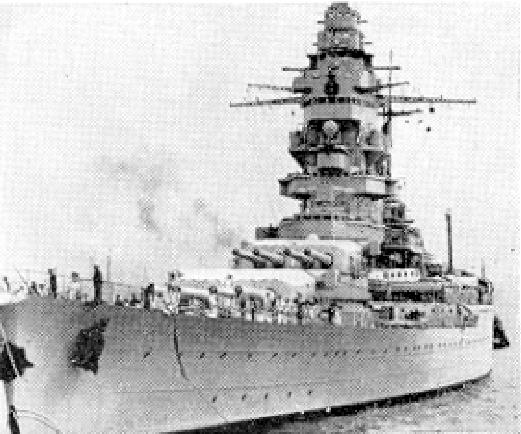
フランスの超弩級戦艦ダンケルク級「ダンケルク」。艦首甲板に四連装砲塔2基を集中配置した。

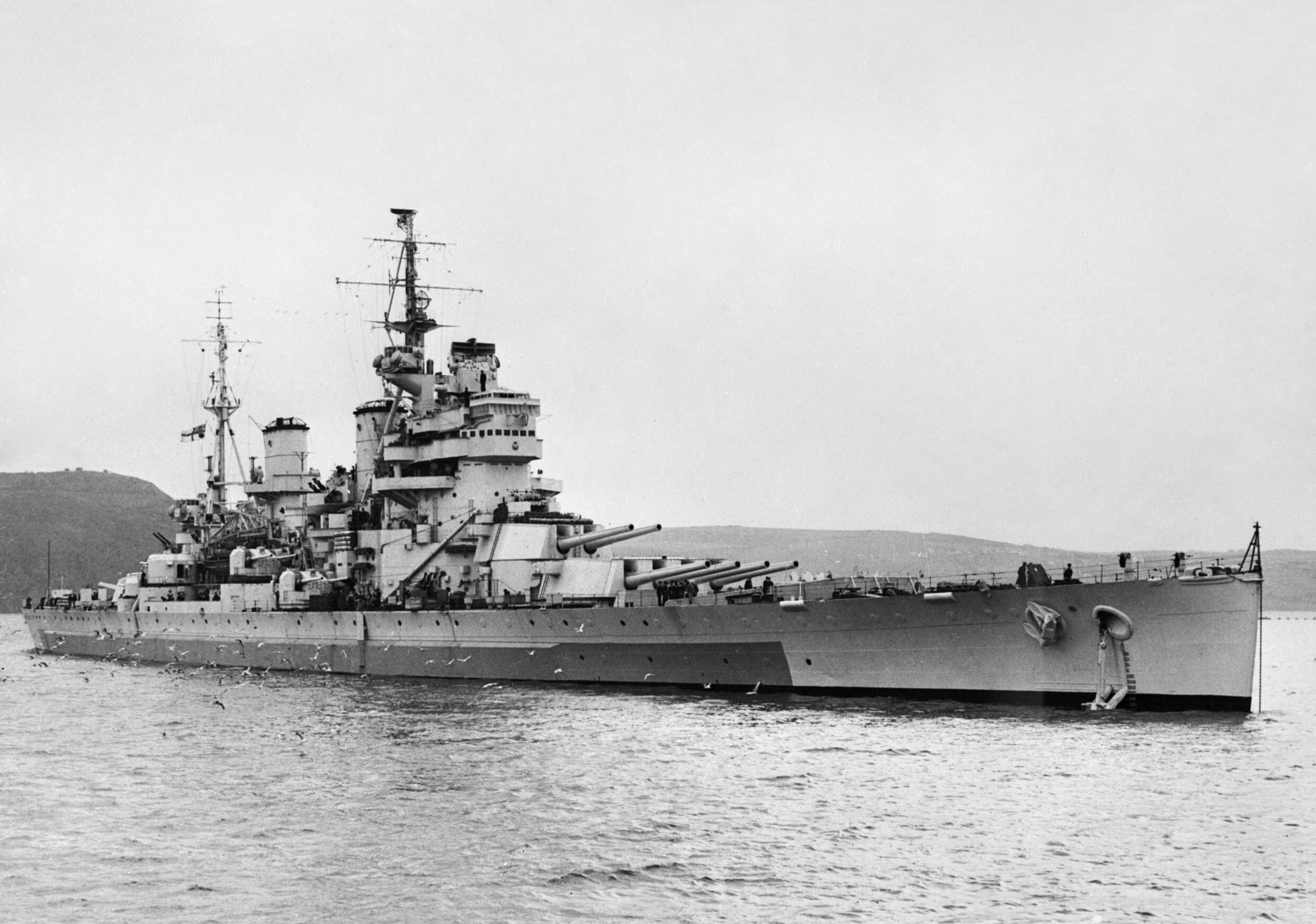
イギリスの超弩級戦艦キング・ジョージ5世級「アンソン」。イギリス初の四連装砲塔であったために故障が絶えなかった。

アメリカでは超弩級戦艦の時代になってネバダ級が追随した。イギリスは第一次世界大戦後のネルソン級まで3連装砲塔は採用しなかった。フランスでは1913年度計画において世界に先駆けて四連装砲塔を「ノルマンディー級」において採用した。第一次大戦で自国が主戦場となったために実現はしなかったが、この経験は新戦艦の時代に「ダンケルク級」において実現し、この先進的な砲塔に興味を抱いたイギリスはキング・ジョージ5世級で模倣した。後にフランスは「リシュリュー級」においても同様の砲塔形式を採用している。

#### 主砲口径と火力

超弩級戦艦の主砲塔の動き。超弩級戦艦に搭載されたイギリスの15インチ砲塔の例

艦上に多くの砲を搭載するよりも、個々の砲の威力を増すことの方が容易だった。それを実現するには、砲の口径を増して結果として弾丸の重量を増すやり方と、砲身長を伸ばして砲口初速を上げるやり方とがあった。これらのいずれの方法でも、射程を延ばし、また貫徹力を上げる事ができた。
どちらの方法にも長所と短所があったが、一般的に言って砲口初速が増せば砲身の磨滅も早くなった。発射するたびに砲身は擦り減り、正確さが失われて、結局交換が必要となる。当時このことは問題とみなされ、アメリカ海軍は1910年、砲身の磨滅のため、重砲の実射をやめる事を真剣に検討したほどである。砲が大型化することの不利な点は2つあった。一つは砲と砲塔の重量が増すことであり、二つ目は、重くて遅い砲弾は同じ射程でも高い角度で発射しなければならないということで、これは砲塔の設計にも影響した。しかし、口径を広げること大きな利点は、重い砲弾は空気抵抗による初速の低下影響が少なく、そのため長距離を飛んでも貫徹力を保っていられるということだった。
砲の口径の決定についての結論は国によって異なった。例えばドイツ海軍は、一般に同等のイギリス艦より小さい口径の砲を用いた。イギリスで13.5インチ (343 mm) 砲が標準となっている時期にドイツ海軍は12インチ (305 mm) 砲を使用した。しかしドイツの冶金学はイギリスより優れていたので、ドイツの12インチ砲の弾丸重量と砲口速度はイギリスの12インチ砲より勝り、砲身の磨耗度も少なく散布界も小さかった。ドイツの12インチ砲はイギリスの13.5インチ砲より軽かったので、ドイツ戦艦はより多くの重量を装甲に割く余裕があった。

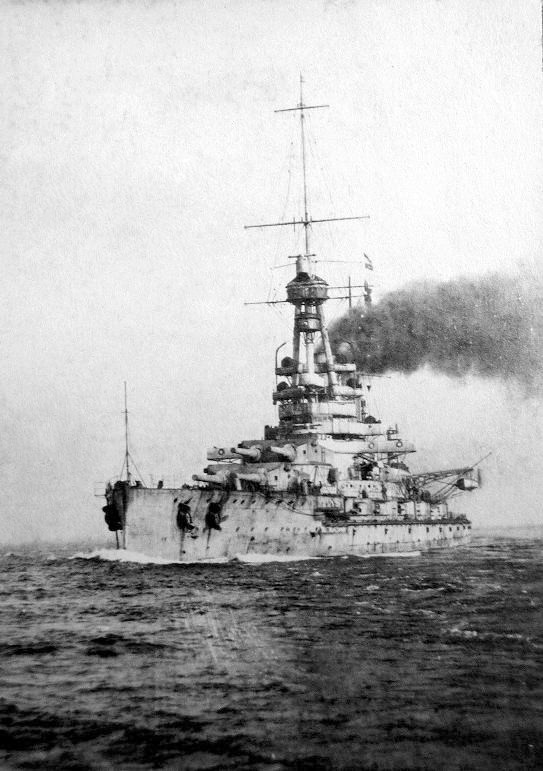
ドイツ帝国の超弩級戦艦バイエルン級「バーデン」。

しかしながら全体として砲の口径は増加する傾向にあった。イギリス海軍では、1910年進水のオライオン級で10門の13.5インチ砲をすべて中心線上に置き、1913年進水のクィーン・エリザベス級には15インチ (381 mm) 砲8門を装備した。すべての海軍において、砲の口径は増大し、その引き換えに門数は減少する傾向があった。必要とされる砲の数が減ったことでその配置は問題とならなくなり、砲塔の中心線上配置は当り前のこととなった。

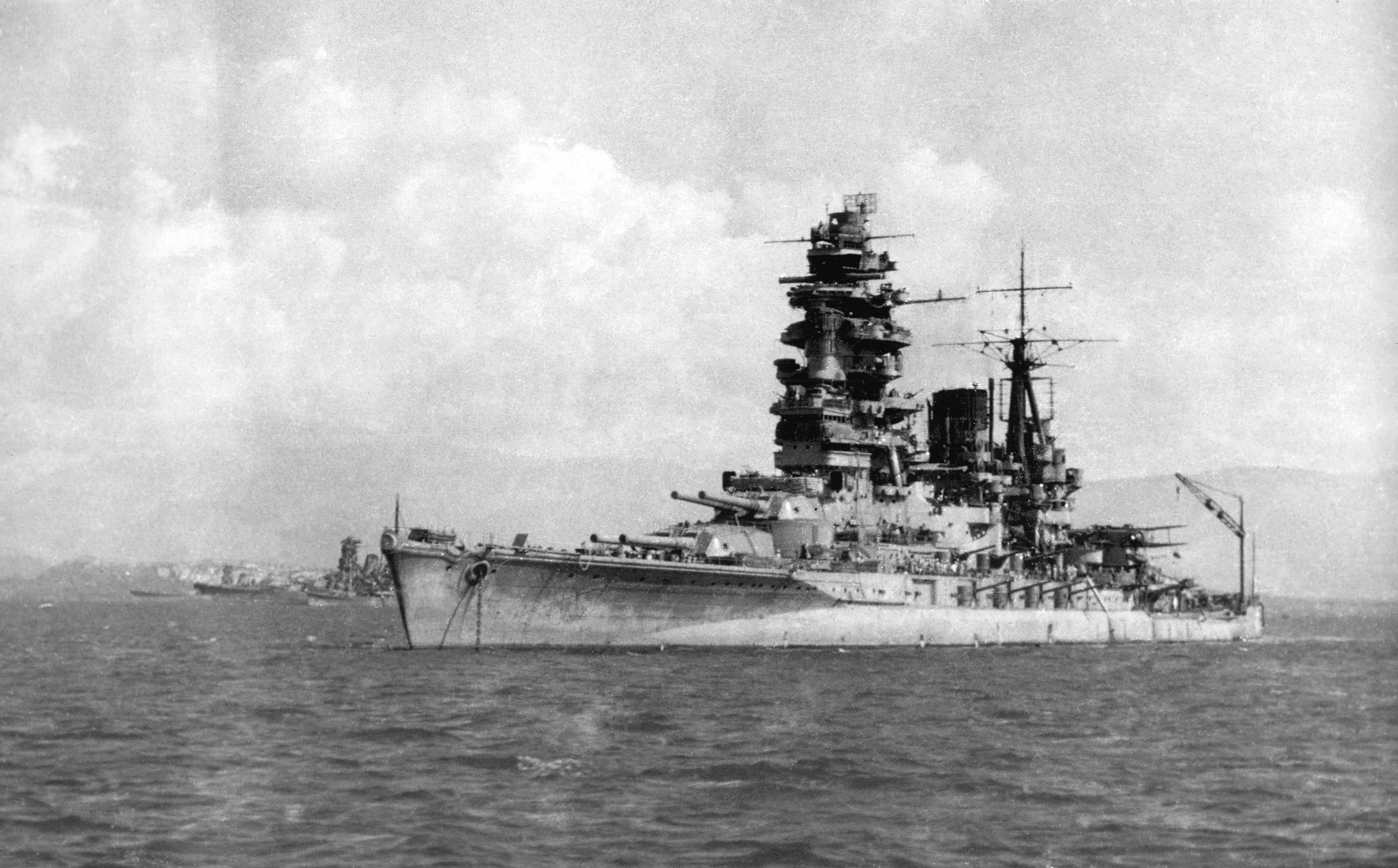
日本の超弩級戦艦長門型「長門」。1944年の撮影で遠方に大和型戦艦2隻が見える。

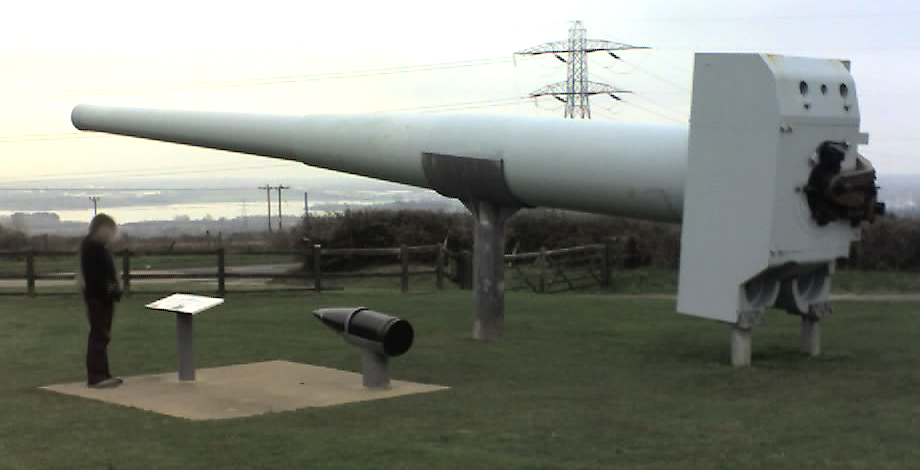
「条約型」戦艦キング・ジョージ5世級に搭載された14インチ (356 mm) 砲の1門

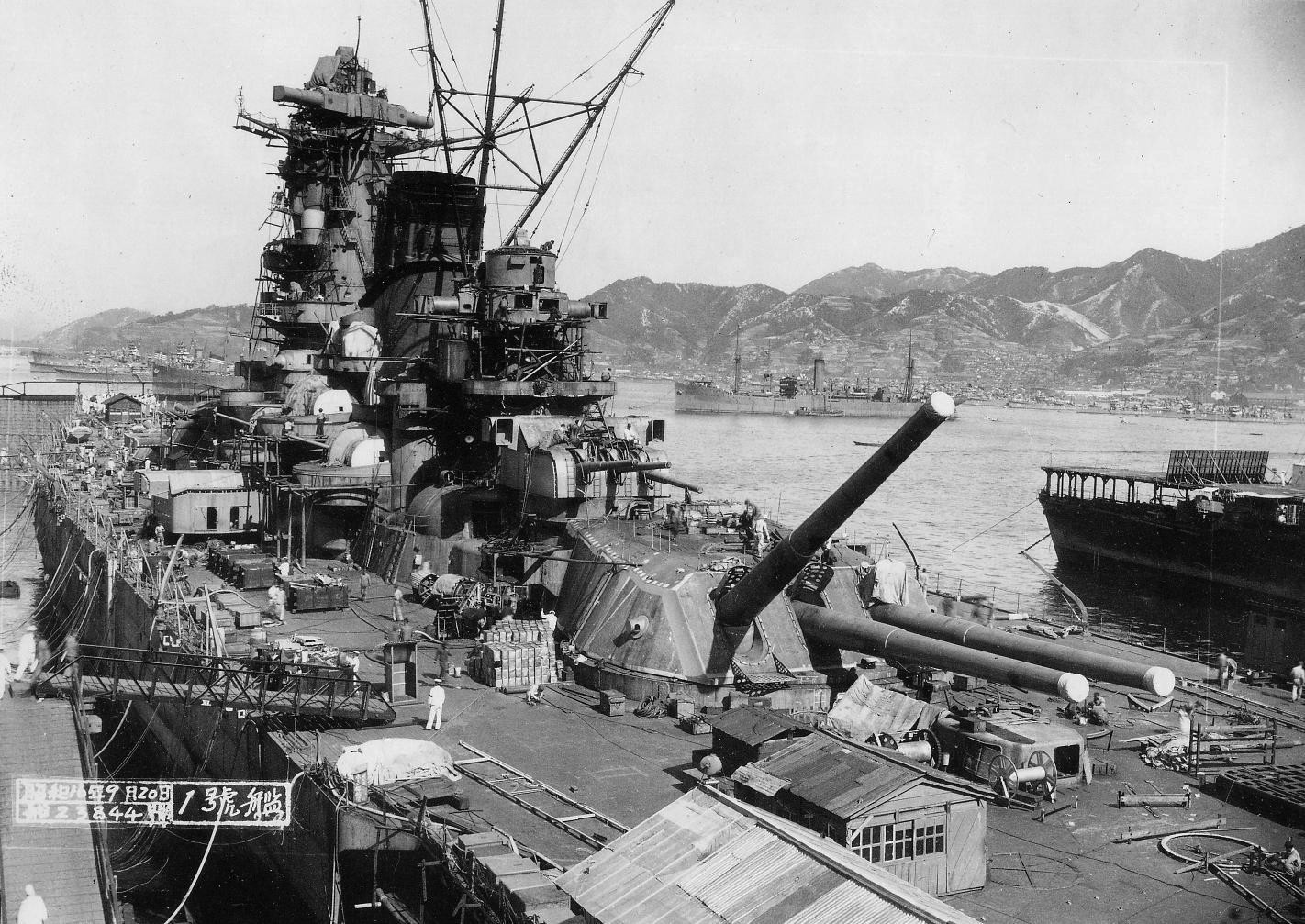
大和型に搭載された46cm三連装砲塔の巨大さが良く判る写真

第一次世界大戦終了後に設計され、起工された戦艦にはさらなる変化が加えられていた。1917年の日本の長門型戦艦は16インチ (41 cm) 砲を装備しており、これには直ちにアメリカ海軍のコロラド級が追随した。日本もイギリスも18インチ (457 mm) 砲を備えた戦艦を計画していたが、ワシントン海軍軍縮条約はそれらの巨砲艦を製図板から排除した。
ワシントン海軍軍縮条約は戦艦の主砲の口径を16インチ (406 mm) 以下に制限した。この制限を11インチ (279 mm)、12インチ (305 mm) または14インチ (356 mm) に制限する縮小案も提案されたが、その後の条約もこの制限数値を維持した。この制限を超える唯一の戦艦は、条約失効後に建造された日本の大和型のみであり、口径46 cm（18.1インチ）の主砲を搭載した。第二次世界大戦中期に起工されたイギリス最後の戦艦ヴァンガードはクィーン・エリザベス級の予備として保管されていた15インチ (381 mm) 砲を搭載した。
第二次世界大戦期に設計された艦には、さらに巨大な砲への移行を目指していたものがある。ドイツのH級戦艦は508 mm砲の搭載を考えており、ヒトラーがさらに口径を609 mm以上とすることを望んだという証拠もある。日本の超大和型戦艦も51 cm砲を予定していた。しかしこれらはいずれも予備設計以上には進展しなかった。

#### 副砲
初期の弩級戦艦は、水雷艇からの防御を目的に、極めて小口径の副砲を備える傾向があった。ドレッドノート自身は12ポンド (102mm) 砲を装備しており、その22門の12ポンド砲は、攻撃を仕掛けてくる水雷艇に対してそれぞれ1分につき少なくとも15回の発砲が可能だった。サウスカロライナ級をはじめとする初期のアメリカの弩級戦艦も5インチ (127mm) 砲を搭載した。当時の水雷艇は主力の艦隊戦闘とはまったく別の場面で攻撃を行うこととされており、したがって副砲の装甲や、操作員を主砲の爆風から守る配慮は不要であった。この見地から、小口径砲は重量を節約しながら最大の射界を持たせるために、艦の高い位置に装甲なしで置かれる傾向があった。しかし、水雷艇にも人員を殺傷する程度の武装は搭載されており、設計者の机上の空論により運用員は副砲が上部構造物に配置されるまで危険に晒され続けた。

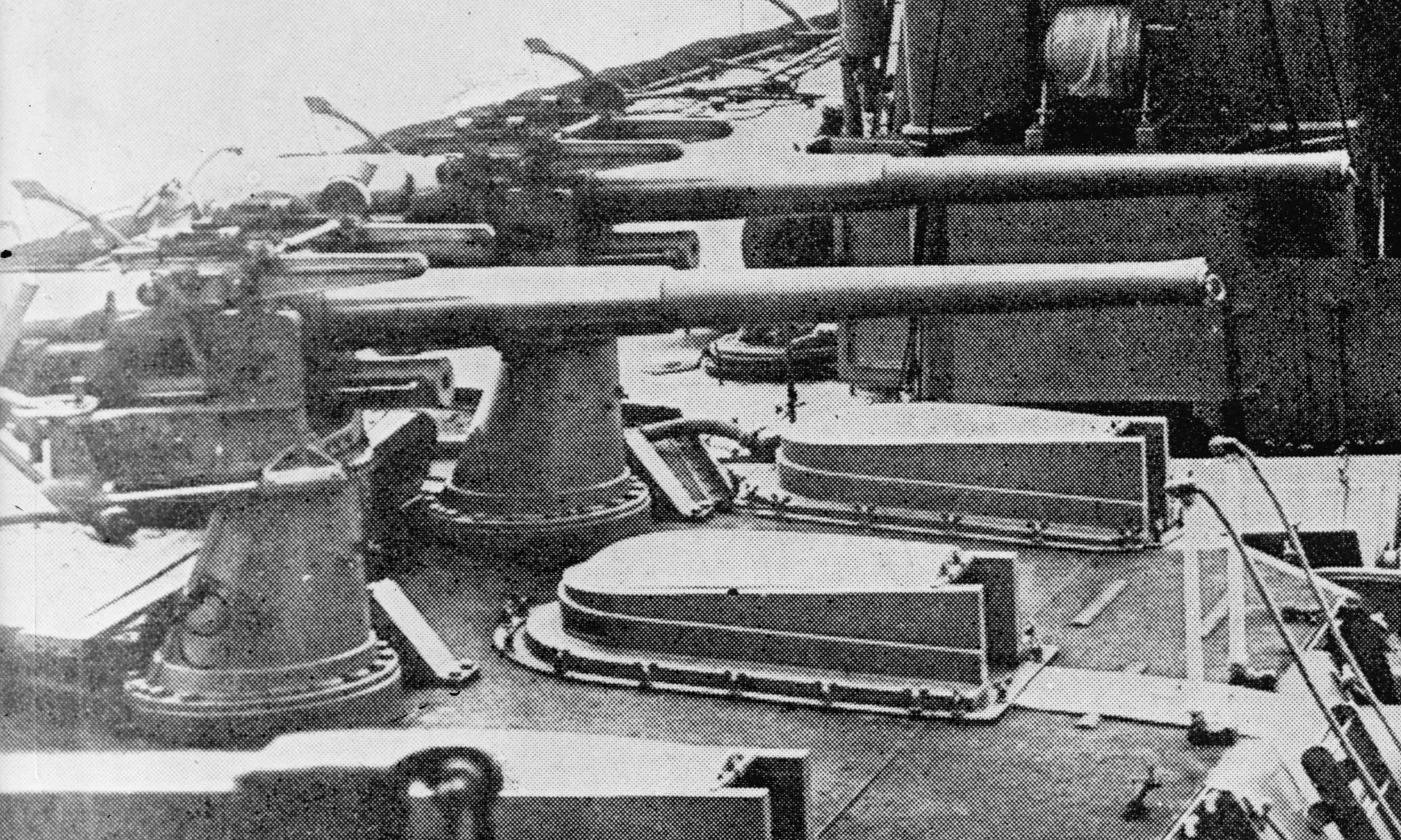
ドレッドノートの砲塔上に置かれた対水雷艇用の12ポンド砲

数年のうちに、主たる脅威は水雷艇から、それより大きく、重武装で、破壊の困難な駆逐艦に移った。駆逐艦の脅威は極めて深刻であり、戦艦の副砲はこれに損傷を与えるだけでは足りず、一発の命中で確実に撃沈できなければならないとされた。駆逐艦による攻撃は、水雷艇とは対照的に、通常の艦隊戦闘の一部として行われることになっていたので、副砲もまた敵重砲弾の破片や自艦の主砲の爆風から保護する必要が生じた。副砲装備についてこの方針は、フランス海軍では最初から採用されていた。すなわちクールベ級において前弩級戦艦時代から実績のある139mm砲を採用し22門を主砲の爆風を受けない舷側配置とした。ドイツでも前弩級戦艦の時代から引き続きナッサウ級において150 mm砲12門と88 mm砲16門を搭載しており、その後のドイツ弩級戦艦もそれに準じた。これらの比較的大口径の副砲は一般的に主甲板上の装甲砲座（バーベット）もしくは舷側の砲郭（ケースメイト）に単装砲架で取り付けられた。イギリス海軍も副砲の大型化を行い、12ポンド砲をまず4インチ (102 mm) 砲に、次いでフランスやドイツに遅れながら6インチ (152 mm) 砲に換装し、第一次世界大戦開始時にはそれが標準となっていた。アメリカ海軍は戦争当時は5インチ (127 mm) が標準だったが、その後の設計では6インチとなった。
副砲には他にもいくつも役割があった。中口径砲は、敵の弩級戦艦の無防備な火器管制システムに打撃を与えることが期待された。また副砲は、損傷を被った戦艦に攻撃を仕掛けてくる敵の巡洋艦を追い払うという重要な役割を持つとも考えられた。
弩級戦艦の副砲は、概して予期した効果を発揮しなかった。小口径砲はたとえ命中しても駆逐艦を撃退できるとは限らなかった。そして大口径副砲は、ユトランド沖海戦の結果が示すように、そもそも駆逐艦に命中しがたかった。また大口径砲のケースメイト式搭載にも問題があることが判明した。装備位置が低く容易に波をかぶったため、いくつかの艦級では艦首と艦尾の数門が取り除かれ、その場所には装甲板で蓋がされた。弩級戦艦を駆逐艦または水雷艇の攻撃から守る唯一の確かな方法は、味方の駆逐艦戦隊で護衛することだった。第一次世界大戦後、副砲は、上甲板の上部構造の周囲に、砲塔形式に収めて取り付けられるようになった。これはケースメイト方式の欠点を解消し、広い射界と良好な防御をもたらした。1920年代から1930年代を通して、大仰角の取れる両用砲が増えるとともに、副砲は対空砲火の重要な一環となっていった。

### 装甲

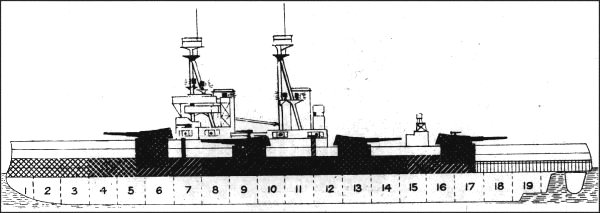
典型的な弩級戦艦の防御体系を示す戦艦ベレロフォンの配置図。砲塔、弾薬庫および機関スペースを分厚い装甲が守り、それ以外の部分については徐々に薄くなっている。また、沈没を防ぐために水線下が細かく区分されていることにも注意

弩級戦艦の排水量のかなりの部分は装甲板が占めていた。設計者は、艦が直面するいろいろな武器に対して最高の防御を提供するために多くの時間と努力を費やした。しかし、防御にいくら重量を割こうとも、速度、火力および凌波性を犠牲にすることは許されなかった。

#### 中央防郭（シタデル）
弩級戦艦の装甲の大半は防郭（シタデル）の外周に集中されていた。シタデルとは艦で最も重要な部分を覆う4枚の装甲壁と1枚の装甲された屋根で作られた箱である。シタデルの側面は艦の「装甲帯」であり、前部砲塔の前から後部砲塔の直後までの船体側面に装着されていた。シタデルの前後は2枚の装甲隔壁であり、それぞれ装甲帯の前後の端を繋いでいた。シタデルの「屋根」は装甲甲板である。シタデルの中には、機関とボイラー、主砲の弾薬庫が収められた。それらはいずれも、もし被弾した場合には艦が行動の自由を失うか、破壊される恐れのあるものだった。この箱の「床」は船殻の底であり、これは装甲されていなかった。
最も初期の弩級戦艦は、最高10,000ヤード (9,100 m) の距離で敵戦艦と交戦することを想定していた。この場合、砲弾は比較的水平に近い弾道で飛来し、艦の主要部分にダメージを与えるためには砲弾が水線かその付近に命中しなくてはならない。この理由から、初期の弩級戦艦の装甲は水線付近の分厚い帯に重点が置かれ、ドレッドノートの場合、その厚さは11インチ (279 mm) だった。この装甲帯の内側には機関区画の防御の足しとなるよう石炭庫が置かれていた。この形態の交戦では、船の主要部分への軽度の間接的損害の恐れもあった。装甲帯より上で爆発した砲弾は、その危険な弾片を四方に撒き散らしたが、爆発前の徹甲弾よりは遥かに薄い装甲で食い止めることができた。上部構造物で爆発した弾片から艦の内部を保護することを目的として、甲板にはごく薄い装甲が施された。
すべての戦艦において、最も厚い防御は中央シタデルに施されたが、海軍によっては装甲帯と装甲甲板を延長するかたちで、より薄い装甲で艦の両端までをおおう、つまり装甲帯を船体の外周全体に延ばしたところもあった。この「テーパード・アーマー」は主要ヨーロッパ諸国、すなわちイギリス、ドイツ、フランスで行われた。この方式は船体の大部分に一定の装甲を施すので、ごく初期の、まだ高性能炸薬弾が重要な脅威と考えられていた当時の弩級戦艦には有効と考えられた。しかしそれは結果として装甲帯の縦幅を非常に短くし、喫水線より上のわずかな幅だけを守るものにする傾向があった。そのため一部の海軍の弩級戦艦では、満載に近い状況では装甲帯が完全に水中に没してしまうという事態も生じた。代替策はアメリカ海軍で考案された「オール・オア・ナッシング（一か八か）」の集中防御方式であった。装甲帯はあくまで高くかつ厚く、また甲板の装甲も厚いものとなっており、一方で船体の端には側面ないし甲板の防御は一切施されなかった。「オール・オア・ナッシング」方式は弩級戦艦艦隊の遠距離砲戦においてはより効果的な防御であったので、第一次世界大戦後にはアメリカ海軍以外にも広まった。
弩級戦艦の進化の過程で、装甲の方式には、遠距離から飛来する砲弾や航空機から投下される徹甲爆弾の、より大きなリスクに対応するように変更が加えられた。後期の弩級戦艦の設計では甲板により厚い装甲が配分された。例えば戦艦大和の場合、主装甲帯の厚さが410 mmであるのに対し、甲板の厚さは200ないし230 mmであった。

#### 水線下防御と水密区画
初期の弩級戦艦の防御の要素としては、あと一つ、水線下の多数の水密区画を挙げることができる。これは、フランスの名造船家ルイ＝エミール・ベルタンが発明した設計で、もし船殻が砲弾、機雷、魚雷、あるいは衝突によって破られても、理論的には1つの区画が浸水するだけで、船は生き残ることができた。この予防措置をさらに効果的にするために、多くの弩級戦艦の水密区画は他の水密区画との間にハッチを持たなかった。そのため水線下の1区画に予期せぬ破れが生じても沈没することはなかったが、浸水が複数の水密区画に及んだ例はいくつも存在する。フランスの弩級戦艦クールベ級は第一次世界大戦中に水密区画にケーソンを充填する事により実戦においてオーストリア＝ハンガリー帝国海軍の「U-21」の雷撃を2本受けても沈没せずに帰港できた。第一次大戦当時において水線下に損傷を受けて浮かんでいられる大型艦は少なく、超弩級戦艦キング・ジョージ五世級（初代）「オーディシャス」がドイツ製機雷に触雷し大破して曳航中に爆沈した他、ドイツ式の設計であるオーストリア＝ハンガリー海軍弩級戦艦フィリブス・ウニティス級四番艦「シュツェント・イストファン」がイタリア海軍の水雷艇の攻撃により撃沈された例を見る限り、フランスの水雷防御は第一次大戦当時で最優秀であると言える。
弩級戦艦の防御で最も大きな進化は、いずれも水面下の機雷または魚雷の対するものとして用意された対魚雷バルジ (Anti-torpedo bulge) と防雷帯 (torpedo belt) である。これら水中防御の目的は、機雷や魚雷を最終的な防水区画から離れた場所で爆発させることにより、その衝撃を吸収することだった。これは要するに船体側面に沿った内部区画のことであり、通常、破片防御程度の軽い装甲が施され、船殻からは1つないし複数の隔壁で仕切られていた。この区画は空のままか、または石炭、水が充填されていたが、燃料の変化に伴い石炭は重油に置き換えられた。また、前述のフランスではケーソンやエボナイトなど防御専用の素材が充填されていた例がある。

### 推進

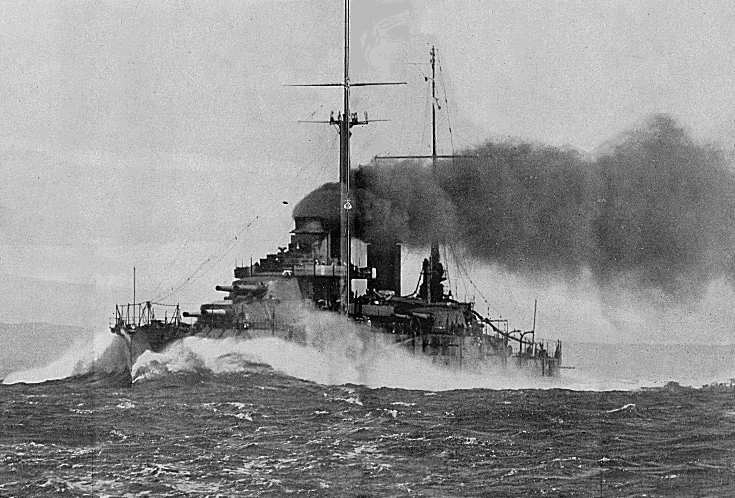
速力公試中のフランス戦艦パリ。艦首装甲板撤去前なので波切り良くなかった。

弩級戦艦は2 - 4軸の推進軸に3 - 4枚羽根のスクリューを組み合わせ推進された。ドレッドノート自身を含むすべてのイギリス弩級戦艦は蒸気タービンによるスクリュー推進であるが、それ以外の国の初期の弩級戦艦の中には、前弩級戦艦時代の標準だった、より遅い3段膨張式往復レシプロ機関を使ったものもあった。
タービンでは、同じ重量の往復機関より高い出力を得る事が出来た。このことが、発明者チャールズ・パーソンズの保証もあいまって、イギリス海軍にドレッドノートへのタービン採用を決意させたのである。タービンはその他にも往復機関よりクリーンでかつ信頼性が高いという利点を持つとされる。しかし、1905年当時は、新型の往復機関もまた、それ以前の往復機関よりもクリーンで信頼性が高かった。
タービンにもまた欠点はあった。最高速度よりはかなり低い巡航速度においては、タービンは往復機関より著しく燃料効率が悪かった。これは、特に巡航速度による長距離航行を必要とした海軍にとって重要な問題だった。例えばアメリカ海軍は、戦争となった場合にはフィリピン海域で日本と戦うために太平洋を横断していかなければならず、このことが、アメリカが一旦戦艦ノースダコタ（1907年発注、1908年進水）にタービンを採用しておきながら、その後、超弩級戦艦「ニューヨーク級」で往復機関に戻したことの背景である。アメリカの弩級戦艦にタービンが復活するのは戦艦ネバダ（1911年発注、1914年進水）になってからである。高速航行用の高速タービンと低速航行用の低速タービンを1組としてこれを2組4軸として航続性能を解決しようとしたが、後に巡航専用のタービンを加えた3基で1組とする方式までエスカレートした。
タービンの欠点は結局「ギアードタービン」の採用によって克服された。タービンと推進軸に介在させた減速ギアがスクリューの回転数を減らし、効率を向上させた。しかし、この解決策にはギアに関する高い技術的な精度が必要であり、簡単に実現できるものではなかった。
1つの代替策はターボ・エレクトリック推進であった。この場合、蒸気タービンは発電のために使われ、その電力でスクリューを駆動するのである。この方式は機関製造能力が低かった時代のアメリカ海軍に歓迎され、1915年から1922年後半にかけてのすべての弩級戦艦に使用された。この方式の長所は、低コストであること、水中の区画化が非常に細かくできること、それに後進性能の良さであった。その代わり、機械が重いことと、戦闘時のダメージが大きく、特に電気系統に対する浸水に弱いという欠点があった。
蒸気タービンは最後まで戦艦で使われ続けた。ディーゼルエンジンが、その優れた耐久性と、艦の全長に占める割合の少なさからいくつかの列強によって採用を検討されたことはあったが、それらは重く、また垂直方向のスペースを要し、出力も少なく、信頼性にも欠けると判断された。

#### 燃料
弩級戦艦の第一世代はタービンに蒸気を供給するボイラーの燃料として石炭を使用した。石炭は最初の蒸気軍艦から使われていたが、多くの欠点があった。石炭を船の石炭庫に入れたり、それをボイラーに投入することは人手を要する作業だった。ボイラーは灰で詰まり、また濃く黒い煙は艦隊の位置を容易に敵に知らせた。加えて、石炭は非常にかさばり、熱効率は低かった。その反面、石炭は爆発するようなことはなく、船の防御の一部として使うことが可能だった。
石油を燃料とすることは、造船技師にとっても、また海上で行動する士官にとっても多くの利点があった。それは煙を減らし、発見しづらくした。機関兵の手によって人力で投入する代わりに、自動的にボイラーに入れることができた。石油は石炭のおよそ2倍の熱量を持ち、ボイラー自体を小さくできた。そしてまた、同じ量の燃料ではるかに長い距離を行動することができた。また石炭のような防弾には用いる事ができないが、水面下の防禦が破られた際の浸水防止に用いる事ができた（空間に石油が充満していたほうが当然ながら浸水しにくく、また浸水しても中の石油と入れ替わるだけなので重量増加による転覆などの被害の可能性が小さくなる）。
これらの利点については、早くも1901年にフィッシャーが石油燃料の長所として推奨していたが、石油燃料には石炭との重さの相違による重量配分という技術的問題があり、また粘りけがある重油をポンプで汲み上げることも解決すべき課題であった。しかし、列国海軍にとって戦艦艦隊に石油燃料を使用する場合の最大の問題は、アメリカを唯一の例外として、それを輸入しなければならないということだった。そのため、多くの海軍は石油を吹き付けた石炭を燃焼させる「混焼缶」を採用した。イギリスも弩級戦艦を含む軍艦にそれを採用したが、最高でも石油燃料のみの場合の60 %のパワーしか得られなかった。
最初に石油専焼缶を導入したのは主たる産油国であるアメリカの海軍だった。彼らは1910年にそれを決定し、1911年に、ネバダ級戦艦のために石油燃料によるボイラー発注した。イギリスもさほど遅れをとったわけではなかった。1912年には自国のクィーン・エリザベス級に石油専焼缶を使うことを決定した。工期は短く、クィーン・エリザベスはネバダ級のどの艦よりも早く就役した。イギリスはその後のリヴェンジ級戦艦において、速力の低下をコストの面から忍んで石炭・石油の混合燃焼に戻すことを考えていたが、1914年に復帰したフィッシャーは、すべての缶が石油を燃料とするものでなければならないと主張した。他の主要海軍国は、第一次世界大戦の終了まで、石炭・石油混合燃焼を使用し続けた。

## 弩級戦艦の建造
弩級戦艦は、1890年代に始まった国際的な戦艦の建艦競争の結果として登場した。イギリス海軍は前弩級戦艦の数において大きな優位を持っていたが、弩級戦艦の優位はわずかドレッドノート1隻だった。これについて、イギリスは自ら戦艦ドレッドノートを進水させることによって戦略的な利点を捨ててしまったという批判があった。しかし、イギリスの競争相手の多くは計画中の戦艦を製図板に送り返すこととなり、イギリスはそこで若干の息継ぎの余裕を得た。
建艦競争はすぐにまた加速し、参加する政府の財政に大きな圧迫を加えた。初期の弩級戦艦は最後の前弩級戦艦よりそれほど高価ではなかったが、1隻あたりのコストは増大する一方だった。近代戦艦は、その高価さにもかかわらず、海軍力の重要な要素であった。戦艦は、今日の核兵器に似て、各国の国力と地位の象徴だった。ドイツ、フランス、ロシア、イタリア、日本、そしてオーストリアはすべて弩級戦艦建艦計画を開始した。そしてそれに続く勢力であるオスマン帝国、アルゼンチン、ブラジル、およびチリなどは、弩級戦艦の建造をイギリスやアメリカの造船所に依頼した。

### 英独建艦競争

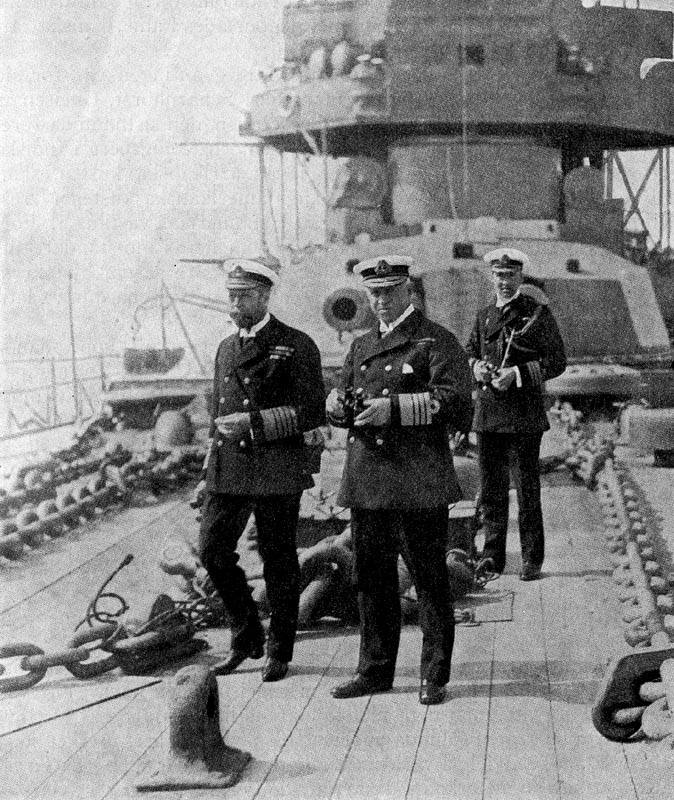
戦艦ネプチューンを視察するジョージ5世国王（左）

ドレッドノートの建造の時期はイギリスとドイツの間が緊張を増してきた時期でもあった。イギリスの海上覇権に対抗するための用心深い政策の一環として、ドイツは1890年代に大きな戦艦艦隊を造り始めた。1904年にイギリスとフランスが英仏協商を締結したことで、イギリスの主たる海上仮想敵がドイツであることはますます明らかとなった。ドイツはティルピッツの艦隊法に基づき、大規模で最新の艦隊を築きあげつつあった。この競争は、第一次世界大戦前の時期における2つの巨大な弩級戦艦艦隊を生み出す結果となった。
ドレッドノートへのドイツの最初の回答は、1907年に起工されたナッサウ級戦艦だった。そしてその後に1909年のヘルゴラント級が続いた。それらと2隻の巡洋戦艦（ドイツはこの艦種にフィッシャーのように熱心でなく、正式には主力艦でなく装甲巡洋艦として建造した）を合わせて、1909年時点で完成または建造中のドイツの最新の主力艦は10隻を数えた。イギリス艦はドイツの対抗艦よりもいくぶんより高速かつ強力だったが、保有比率はイギリス海軍が望んだ2:1には遥かに及ばず12:10まで落ち込んだ。
1909年にイギリス議会は、ドイツが戦艦の保有数についての条約交渉に応じるという希望を留保しつつ、さらに4隻の主力艦建造を承認した。そして条約による解決が得られないならば、さらに4隻の戦艦を1910年に起工することになっていた。この妥協的な結論ですら、1909-10年に（いくつかの社会変革ともあいまって）憲法危機を招きかねないほどの増税が必須であることを意味した。結局1910年には、イギリスは4隻のオライオン級超弩級戦艦を含む8隻の建艦計画を進めることとなり、さらにオーストラリアとニュージーランドが購入する、その名を持つ2隻の巡洋戦艦が加わった。同じ期間でのドイツ戦艦の起工は3隻にとどまったため、イギリスの優位は22:13まで高められた。イギリスがこの建艦計画で示した決意は、建艦競争終了への妥結の道をドイツに探らせることとなった。海軍本部の新たな目標である対独60%優位という数値は、ティルピッツが目指した50%という数値とかけ離れたものではなかったが、交渉は、イギリス連邦諸国の巡洋戦艦を数に含めるかどうかという問題や、さらにはアルザス＝ロレーヌのドイツ領有の認知といった海軍と関係ない問題にまでおよび、結局決裂した。
弩級戦艦の建艦競争は1910年、1911年に一段と過熱し、いずれの年もドイツは4隻、イギリスは5隻の主力艦を起工した。緊張は1912年のドイツの艦隊法の成立によって頂点に達した。これは戦艦と巡洋戦艦合わせて、イギリスの本国海域におけるよりも多い33隻という数を保有しようというものだった。イギリスにとってさらに悪いことには、イタリア海軍が4隻を保有し、かつさらに2隻を作ることに対応して、オーストリア＝ハンガリー帝国海軍も4隻の弩級戦艦を作り始めた。それらの脅威に局面して、イギリス海軍はもはやイギリスにとって不可欠な支配力を保証することはできなかった。イギリスは、さらに多くの戦艦を建造するか、地中海から撤退するか、フランスとの同盟を模索するかのいずれかを選択しなければならなかった。社会福祉の提供に関する予算要求が叫ばれていたその当時、費用のかさむ海軍の増強は到底容認されるものではなかった。地中海からの撤退もイギリスの影響力を大きく損ね、地中海でのイギリス外交を無力化し、大英帝国の安定性を揺るがすことになるはずだった。唯一許容できる選択は、海軍大臣ウィンストン・チャーチルも勧める、過去の方針と決別してフランスと同盟を結ぶことだった。イギリスがフランスの北の海岸を保護する一方、フランスは地中海でイタリアやオーストリア＝ハンガリーを牽制する責任を負った。一部の政治家の反対があったにもかかわらず、イギリス海軍は1912年に、この原則によって自身の再組織を行った。
これらの重要な戦略的な動きにもかかわらず、1912年の艦隊法は戦艦保有比率にはほとんど影響しなかった。ドイツが戦略資源を陸軍に集中させたため新たな起工が5隻にとどまったのに対し、イギリスは1912年-1913年の予算で新たに10隻の超弩級戦艦 — 武装、速力、防御のすべてについて新たな革新を行ったクィーン・エリザベス級とリヴェンジ級 — を起工することで対応した。

### 日本

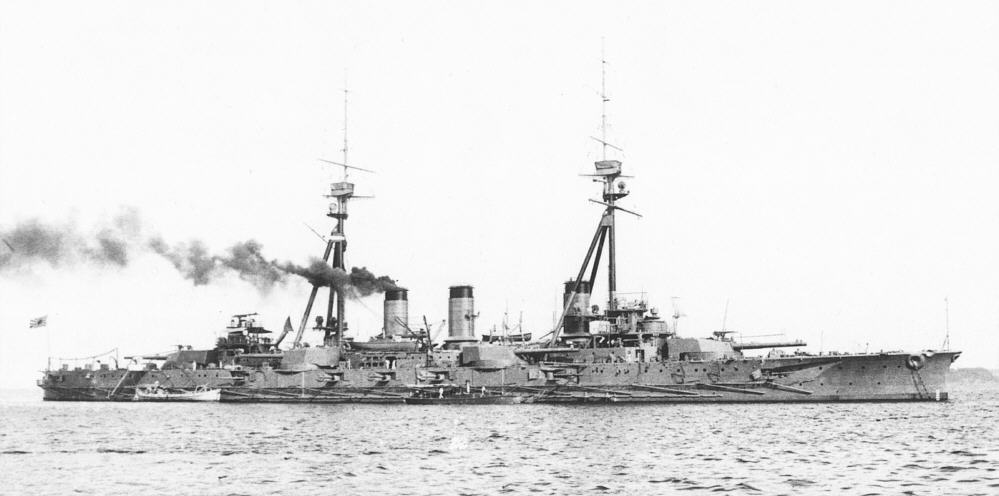
戦艦摂津

1904-05年の日露戦争に勝ったことによって、日本はアメリカとの衝突の可能性を考慮するようになった。理論家佐藤鉄太郎は、日本はアメリカの少なくとも7割の艦隊を持たなければならないという理論を提唱した。それは日本海軍が2回の艦隊決戦、すなわち戦争の初期に行うアメリカ太平洋艦隊との決戦と、必然的に増援として送られてくるアメリカ大西洋艦隊との決戦の両方に勝つために必要なものだった。
日本の最優先事項は、ロシアから捕獲した前弩級戦艦の修理と、戦艦薩摩および安芸の完成だった。薩摩の設計が行われたのはドレッドノートより前だったが、日露戦争による財政的逼迫から完成が遅れ、主砲も混合装備となった。そのため薩摩と安芸は準弩級戦艦に分類される。その後に安芸に修正を加えた河内と摂津が続いた。これらの2隻は1909年に起工され、1912年に完成した。河内型は12インチ (305 mm) 砲12門で武装していたが、砲身長の異なる2つのタイプが混在しており、遠距離での射撃管制が困難だった。

### アメリカ合衆国

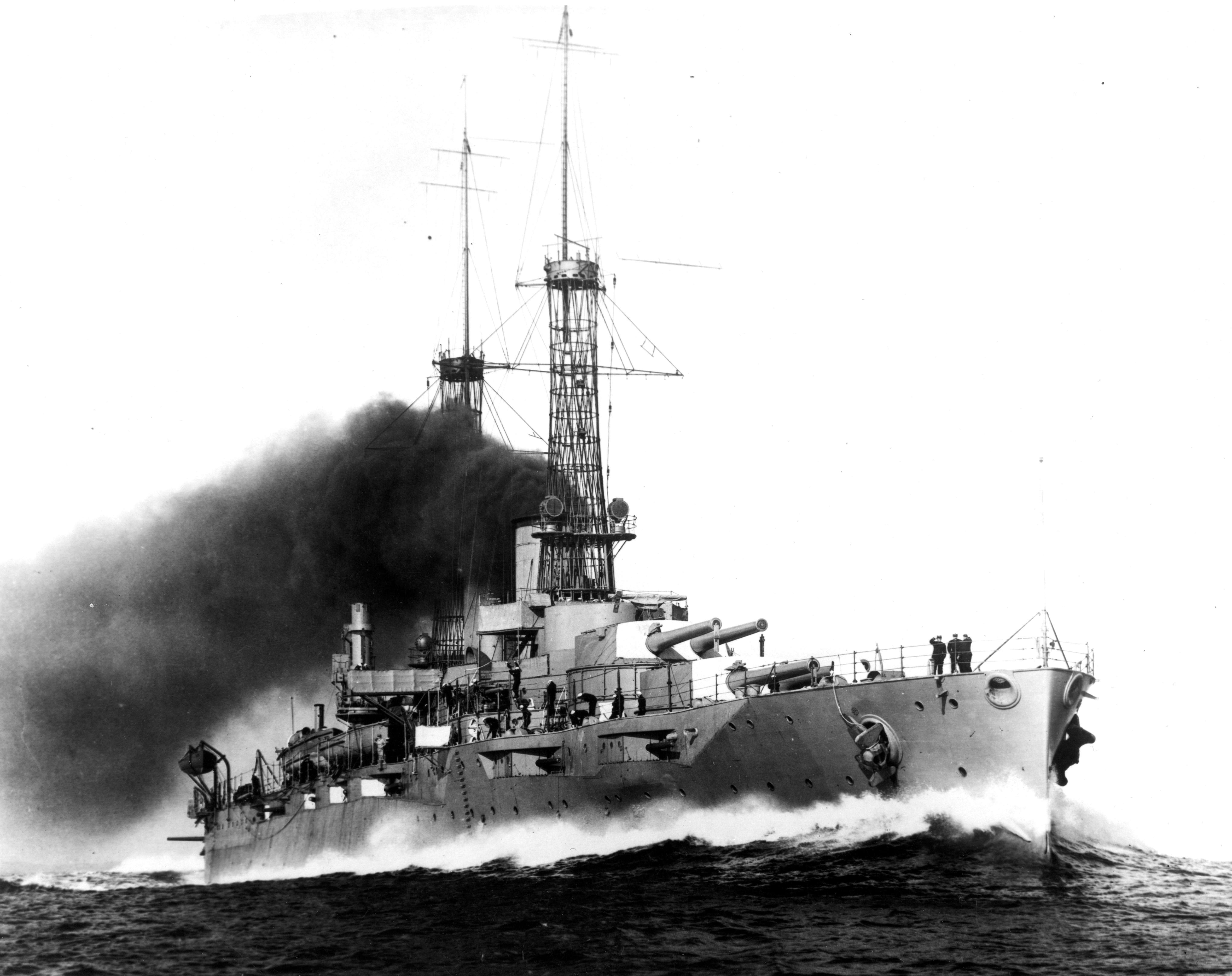
全力航行する戦艦ニューヨーク（1915年）

アメリカのサウスカロライナ級戦艦は、イギリス以外の国が初めて完成した単一巨砲艦である。本級の計画はドレッドノートが進水する以前に始められていた。このアメリカの設計について、親密なイギリス海軍当局との非公式な接触によって影響を受けたと推測する論者もいるが、サウスカロライナ級はドレッドノートとは非常に異なっていた。
アメリカ議会は海軍に2隻の戦艦を承認したが、その排水量はわずか16,000トンないしそれ以下に制限されていた。その結果、サウスカロライナ級はドレッドノートより非常に厳しい条件で建造されることになった。武装に割り当てられた重量をもっとも効率的に配分するために8門の12インチ (305 mm) 砲はすべて中心線上に置かれ、しかも前方も後方も背負式の配置とされた。この配置は、ドレッドノートより少ない主砲の門数で、同等の舷側砲火を実現する最も効果的な配置であり、その後の戦艦で標準となる方式の先駆であった。ドレッドノートと比較して最も見劣りする点は推進機関で、サウスカロライナは引き続き三段膨張式蒸気機関を採用したため、速力はドレッドノートの22.5ノットに対してわずか18.5ノットにとどまった。このため、アメリカ海軍の最初の弩級戦艦は、わずか数年後に就役した次級のデラウェア級であると言われることがある。実際、サウスカロライナ級はその低速ゆえに新型の弩級戦艦と組んで作戦を行うことができず、旧式の前弩級戦艦とともに行動せざるを得なかった。
デラウェア級戦艦2隻は、イギリスの弩級戦艦に匹敵する速力を持った最初のアメリカ戦艦である。主砲12門・排水量24,000トンの組み合わせと10門・20,500トンの組み合わせのうち後者を選んだ結果、副砲が濡れる（水飛沫に悩まされる）、艦首が沈みすぎるといった批判が加えられることになった。しかし一方の12門の設計にもやはり多くの欠点があった。追加の2門の砲と下層の砲郭は目に見えない欠陥を抱えていた。すなわち、2基の両翼の砲塔は上甲板を弱め、水面下の攻撃に対する十分な防御を不可能とし、また弾薬をあまりにも艦の舷側近くに置くことになっていたからである。
アメリカ海軍は1920年までほぼ毎年2隻のペースで戦艦を起工し、戦艦艦隊を拡大し続けた。アメリカは1912年起工のネバダ級戦艦まで、タービンでなく往復機関を使い続けた。これは一つには戦艦建造に関する用心深さの反映であり、もう一つは、高速力よりも航続距離を選択した結果であった。

### フランス

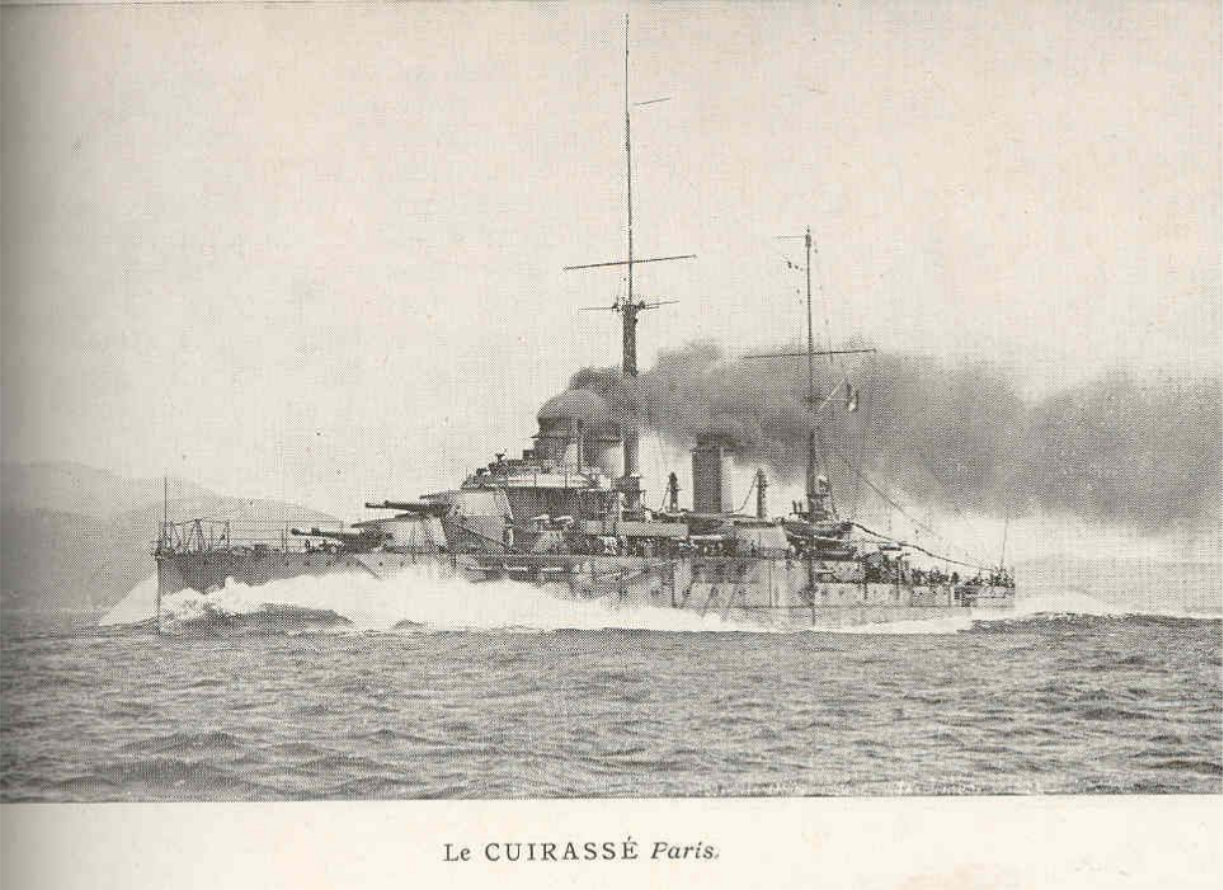
フランス最初の弩級戦艦クールベ級「パリ」。

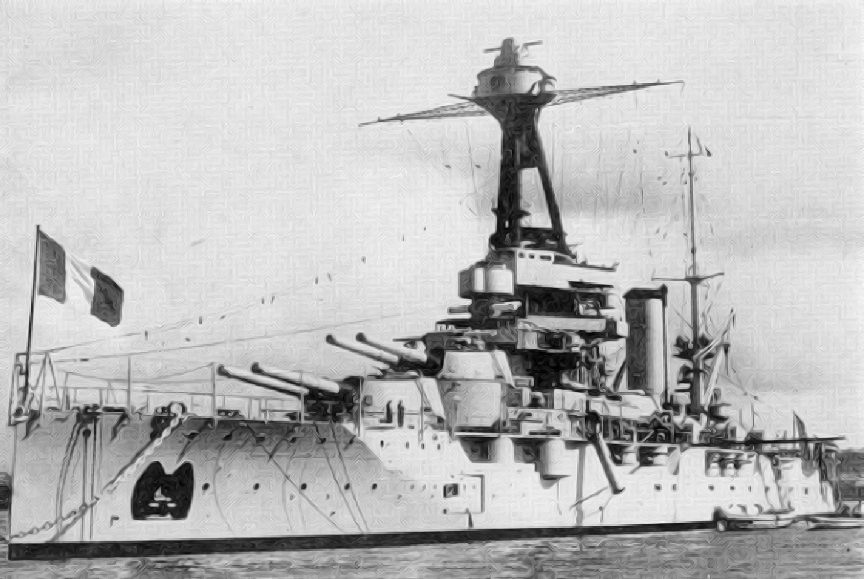
フランス海軍最初の超弩級戦艦プロヴァンス級戦艦プロヴァンス

フランスは他の大海軍国と比べて弩級戦艦建造への着手が遅れ、1907年・1908年起工の前弩級戦艦ダントン級5隻の建造をすすめていた。最初の弩級戦艦クールベ級の起工は1910年9月になってからであり、フランスは実に11番目の国として弩級戦艦の建艦レースに参加することとなった。1911年の海軍報告書の中でポール・ベナゼは、1896年から1911年の間に、フランスの海軍力は世界の第2位から第4位に落ちたと述べ、その原因を、平常の整備の問題と怠慢にあるとした。しかし、イギリスとの同盟関係が密接になってくると、フランスの必要から見てこの規模の艦隊でも十分以上であることがわかった。
だが、フランスはドイツへの対抗として1912年度海軍法案で超弩級戦艦の整備を進め、1913年に34cm四連装砲3基12門を持つ超弩級戦艦「ノルマンディー級」5隻、34cm四連装砲4基16門を持つ「リヨン級」4隻、34cm四連装砲3基12門と速力28ノットの巡洋戦艦「ジル級」が次々に建造が承認されたが、第一次大戦の勃発により本国が主戦場となったために建造資材や大砲は陸軍に回され、戦後に船体のみ完成していたノルマンディー級5番艦が航空母艦「ベアルン」として就役した。

### イタリア

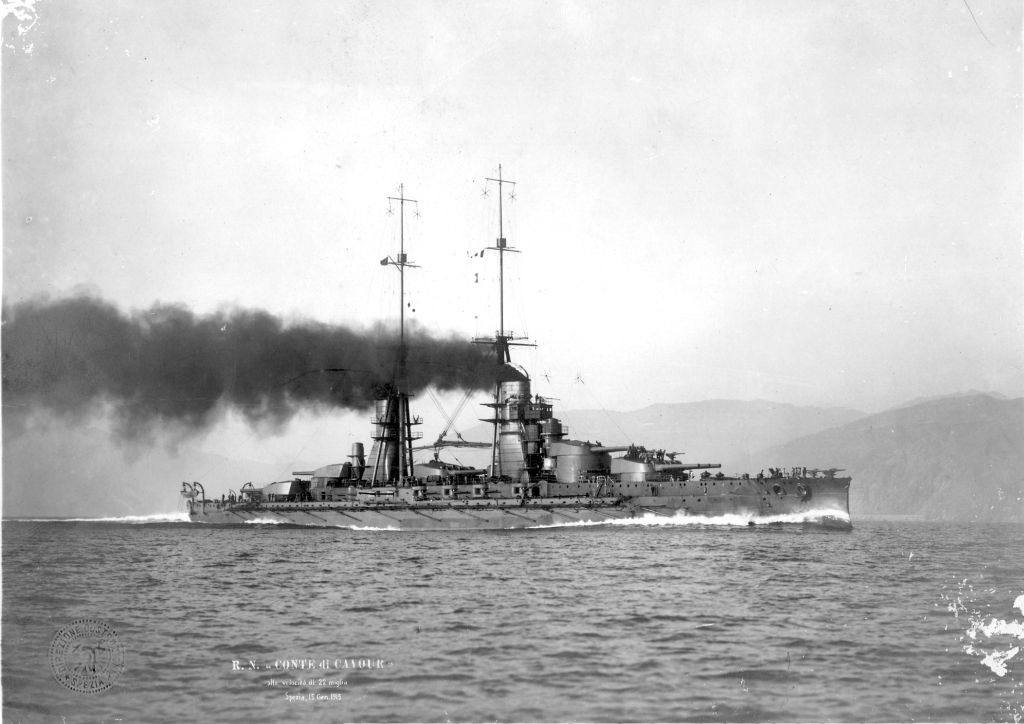
イタリアの弩級戦艦コンテ・ディ・カブール級「コンテ・ディ・カブール」。

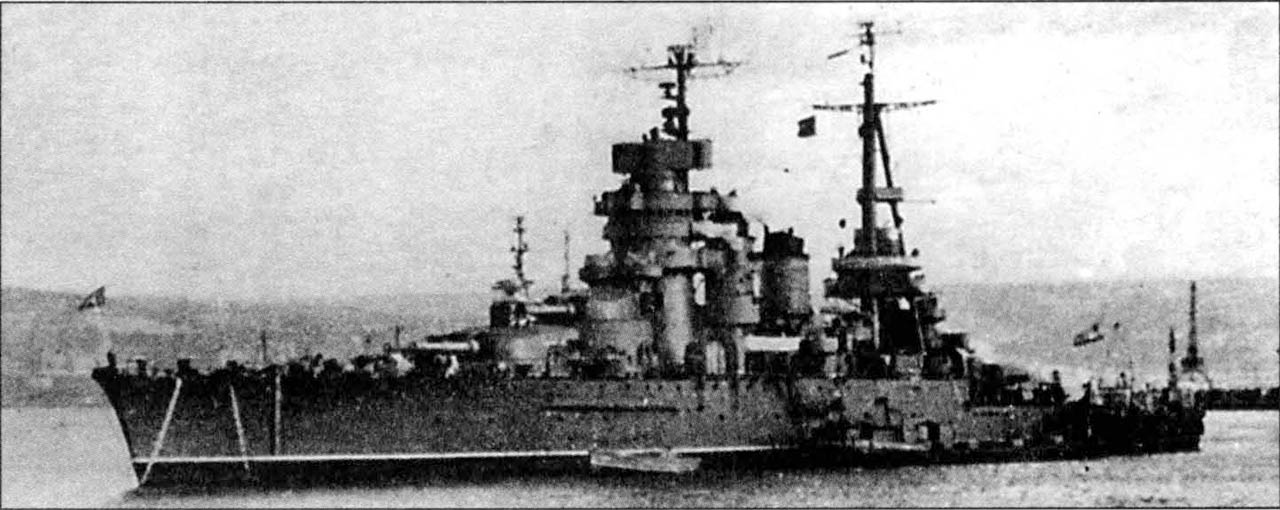
イタリアの近代化改装後のコンテ・ディ・カブール級「ジュリオ・チェザーレ」。写真は賠償艦としてソ連に引き渡された1950年代のもの

イタリア海軍はドレッドノート進水の前からクニベルティによって単一巨砲戦艦の提案を受けていたにもかかわらず、自ら弩級戦艦の建造に着手したのは1909年のことだった。戦艦ダンテ・アリギエーリの建造のきっかけは、オーストリア＝ハンガリーが弩級戦艦を建造するという噂であった。イタリアはオーストリア＝ハンガリーに対する優位を維持するため、続いてコンテ・ディ・カブール級およびカイオ・ドゥイリオ級の5隻の弩級戦艦を建造した。それらは第二次世界大戦までイタリア海軍戦力の中核だった。それに続く15インチ砲8門を持つフランチェスコ・カラッチョロ級は第一次世界大戦の勃発により中止された。

### その他の諸国
オーストリア＝ハンガリー

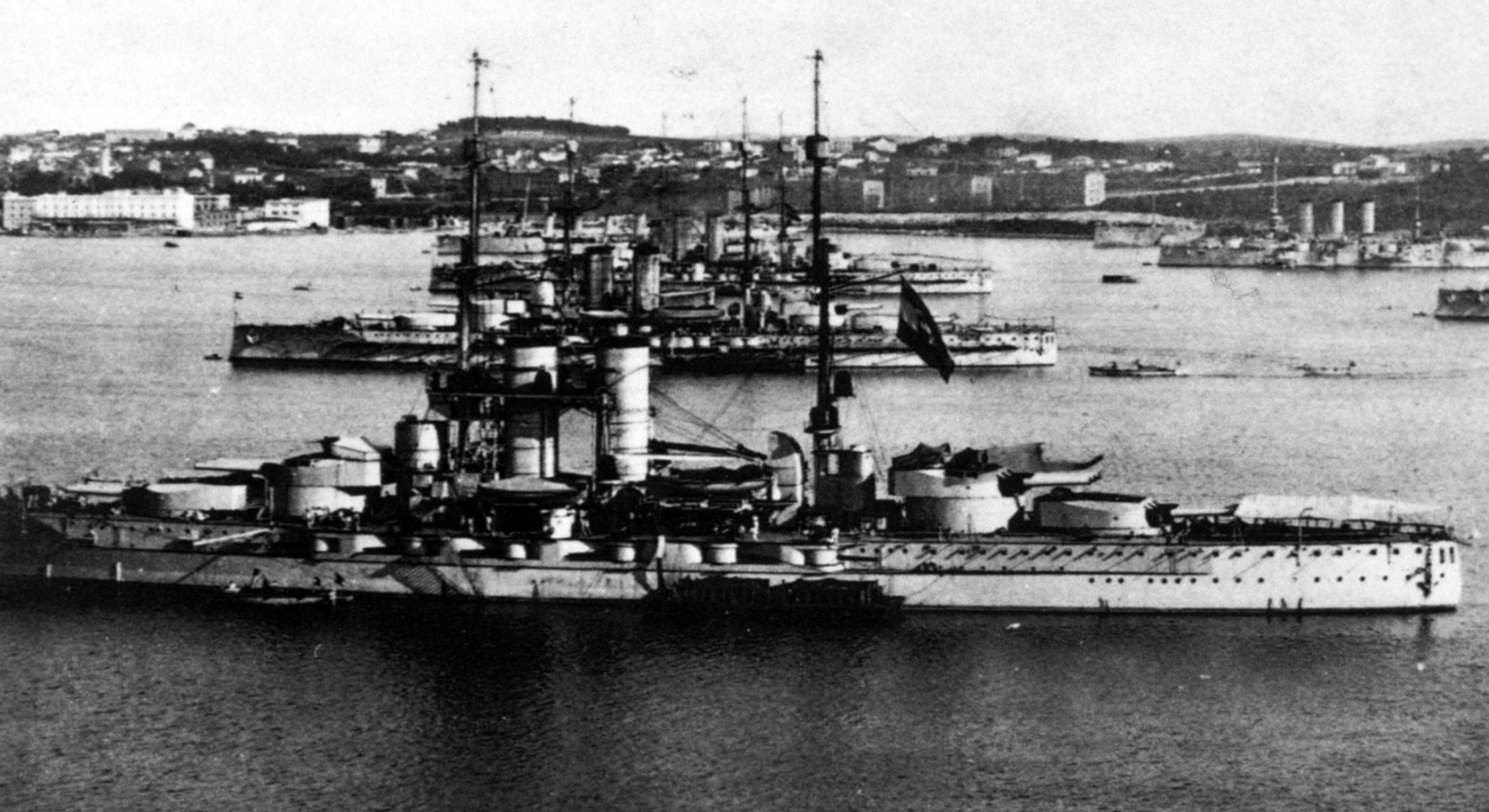
ポーラ港に停泊するテゲトフ級。

1909年1月、オーストリア＝ハンガリー海軍の提督の間に、4隻の弩級戦艦を持つ艦隊の整備を求める文書が回覧された。当時、1909年から翌年にかけての憲政危機のため、建造が承認されることはありえなかったにもかかわらず、見込みに基づいて2隻の弩級戦艦が起工され、後日、追加の2隻とともに追認された。いずれもテゲトフ級に属するこの4隻に引き続き、さらに4隻が計画されていたが、第一次世界大戦の勃発に伴ってキャンセルされた。
ロシア

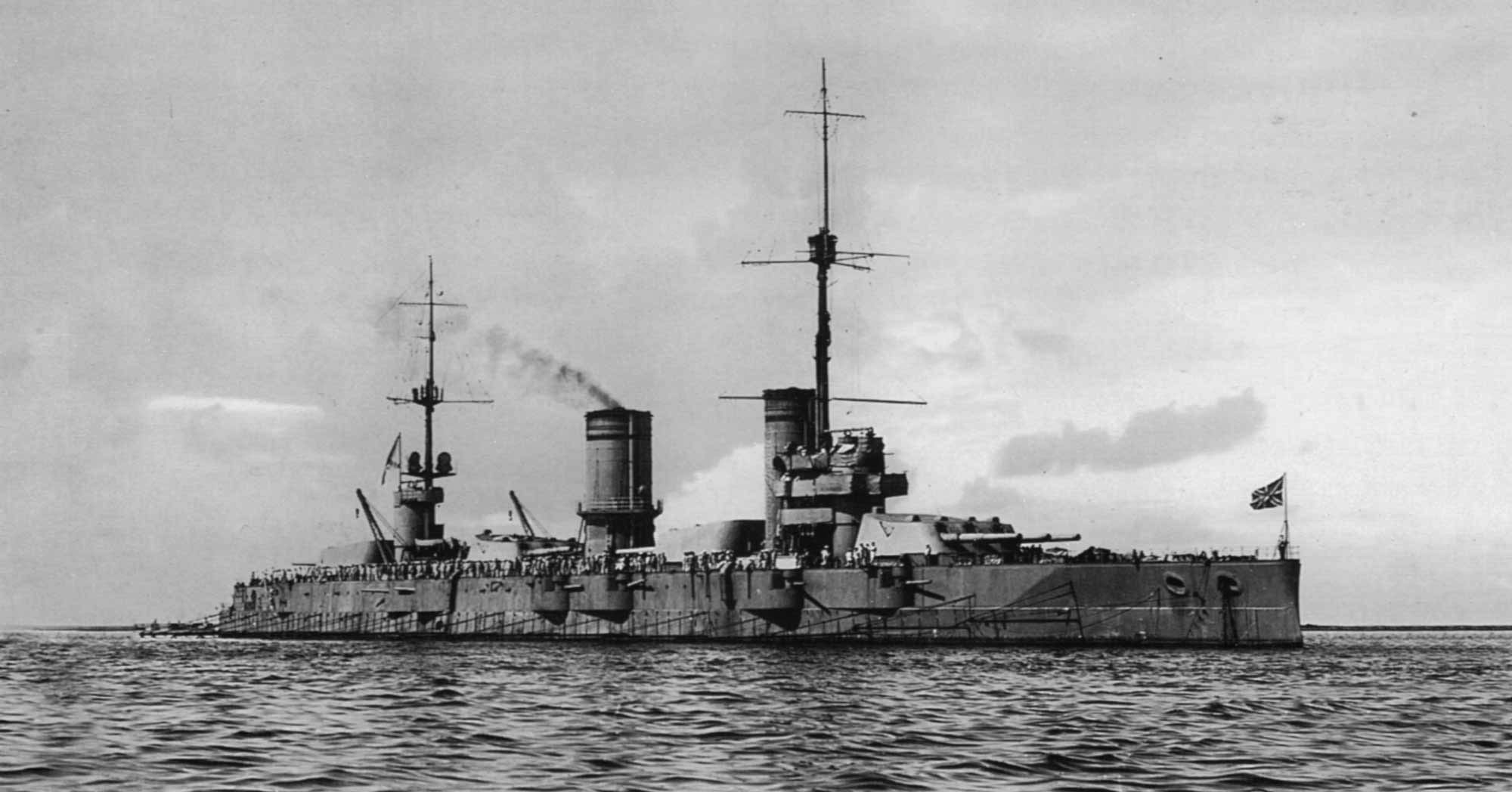
ロシア弩級戦艦ガングート（第一次世界大戦当時）

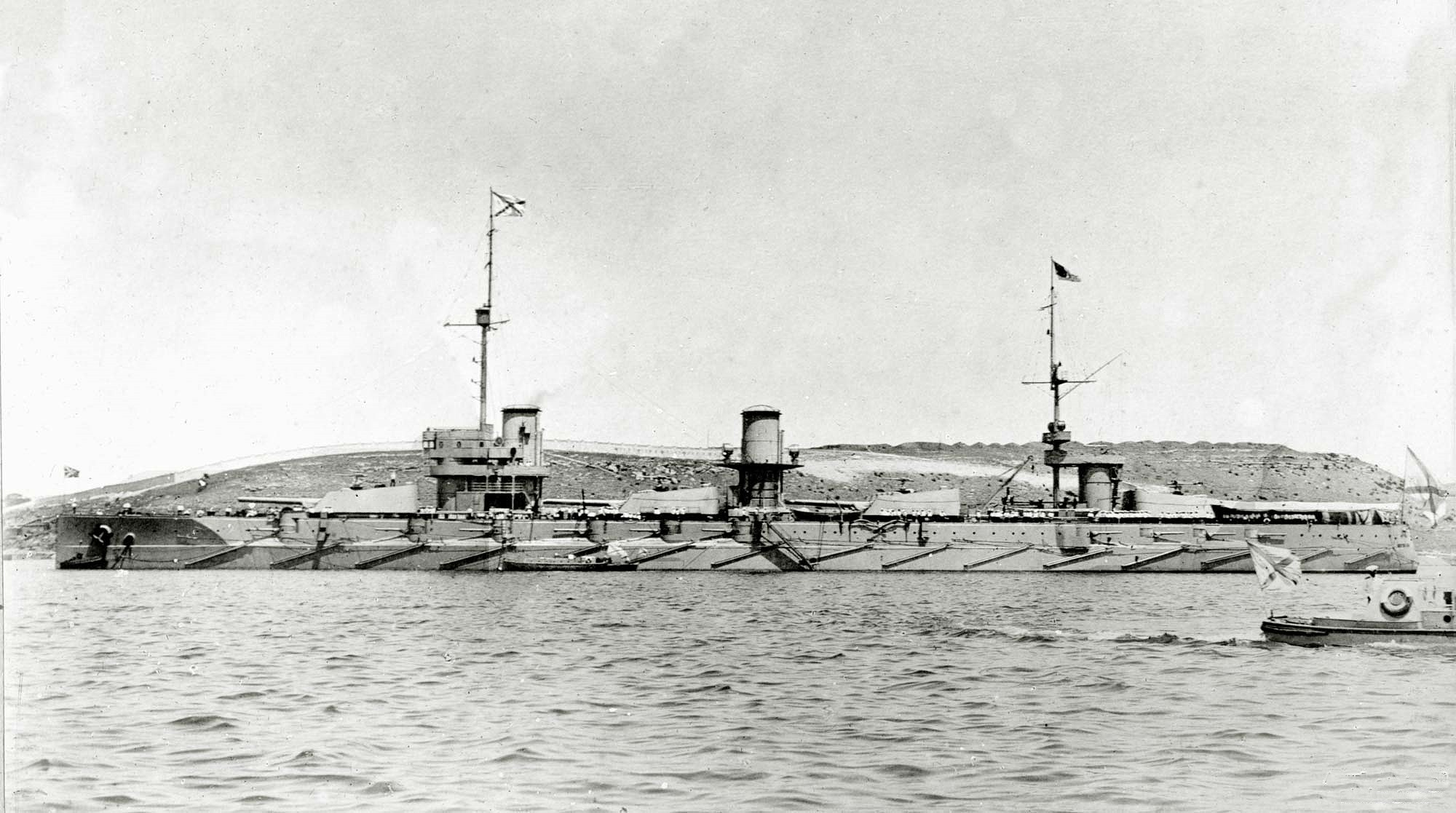
インペラトリッツァ・マリーヤ級インペラトリッツァ・マリーヤ

1909年6月、ロシア帝国海軍はバルチック艦隊向けに4隻のガングート級弩級戦艦の建造を開始し、1911年10月にはさらに黒海向けの弩級戦艦としてインペラトリッツァ・マリーヤ級戦艦3隻を起工した。7隻のうち、起工後4年以内に完成したのは1隻しかなく、ガングート級は就役時点ですでに時代遅れで、見劣りがしていた。日本海海戦の戦訓とイタリアのクニベルティの影響から、それらはドレッドノートでなくフィッシャーの巡洋戦艦の低速バージョンとでもいうべきものとなった。同時代の弩級戦艦と比較しても、砲は小さく、装甲は薄く、欠陥のある艦といわざるを得なかった。
そのため、「ガングート級」改良型の「インペラトリッツァ・マリーヤ級」では速力は21ノットに落ちたが防御力を強化して純戦艦と呼べるものとなった。
スペイン
スペインは1909年以降の起工となるエスパーニャ級3隻を完成させた。この3隻はスペインのドックの多さによりサイズが制限されたため史上最も小型の弩級戦艦である。建造はスペイン国内で行われたが、設計から工事や資材に当たってはイギリスの援助に大きく頼っていた。例えば3隻目のハイメ1世の建造は、第一次世界大戦の勃発によりイギリスから砲を初めとして必須の部材が供給されなかったため、起工から完成まで9年の期間を要した。
ブラジル、アルゼンチン、チリ

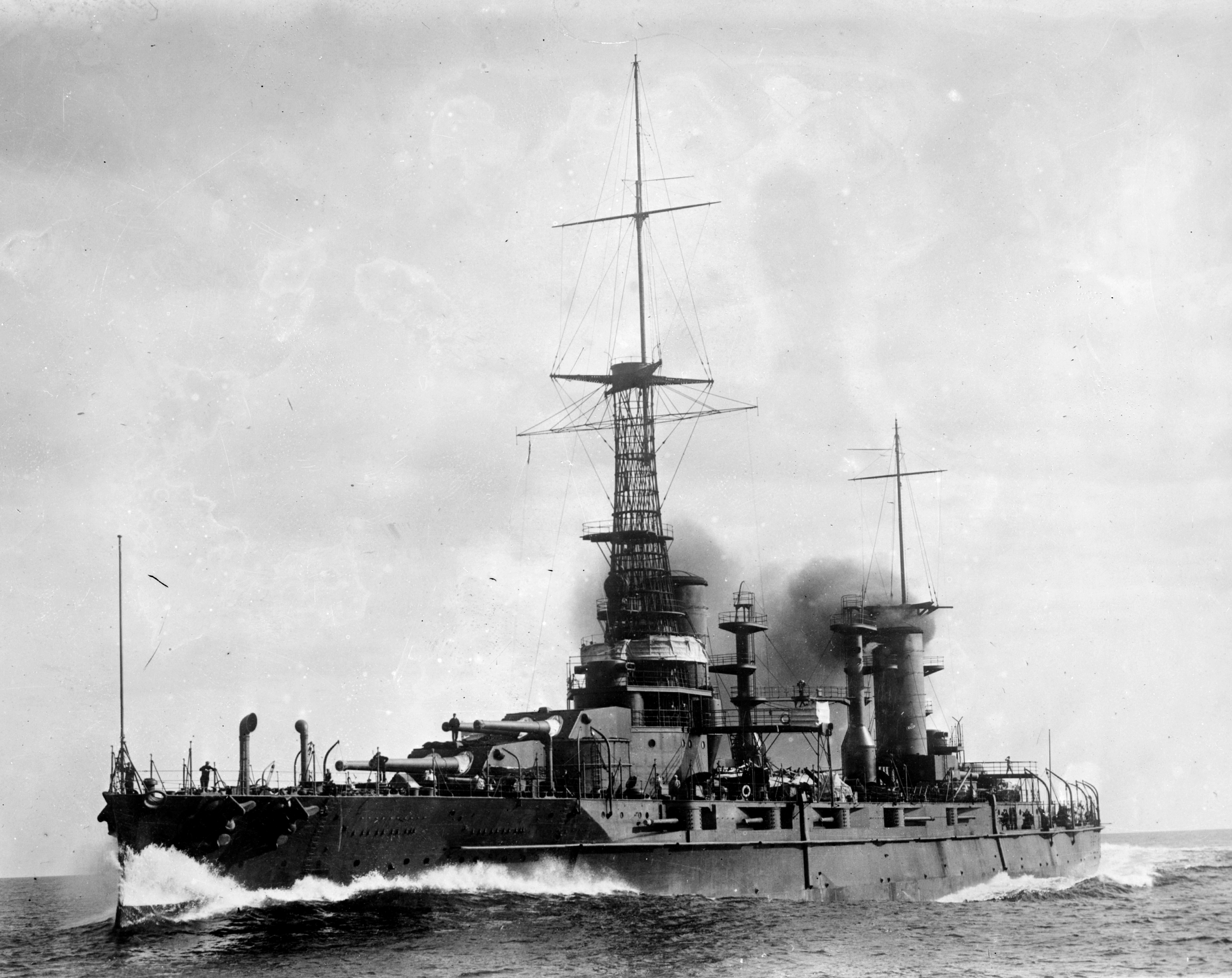
アルゼンチン弩級戦艦「リバダビア」

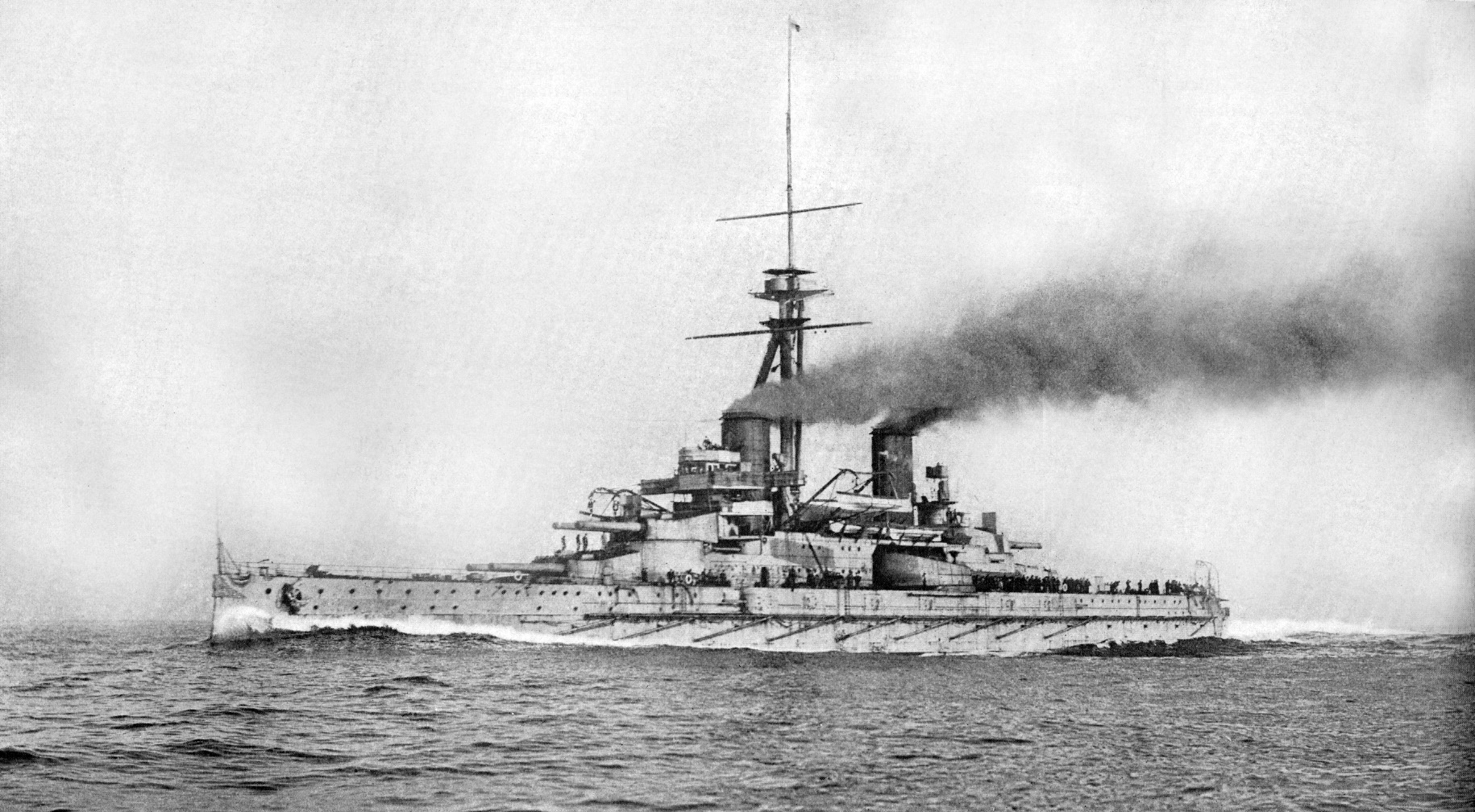
ブラジル弩級戦艦ミナス・ジェライス。写真は竣工直後の1910年のもの

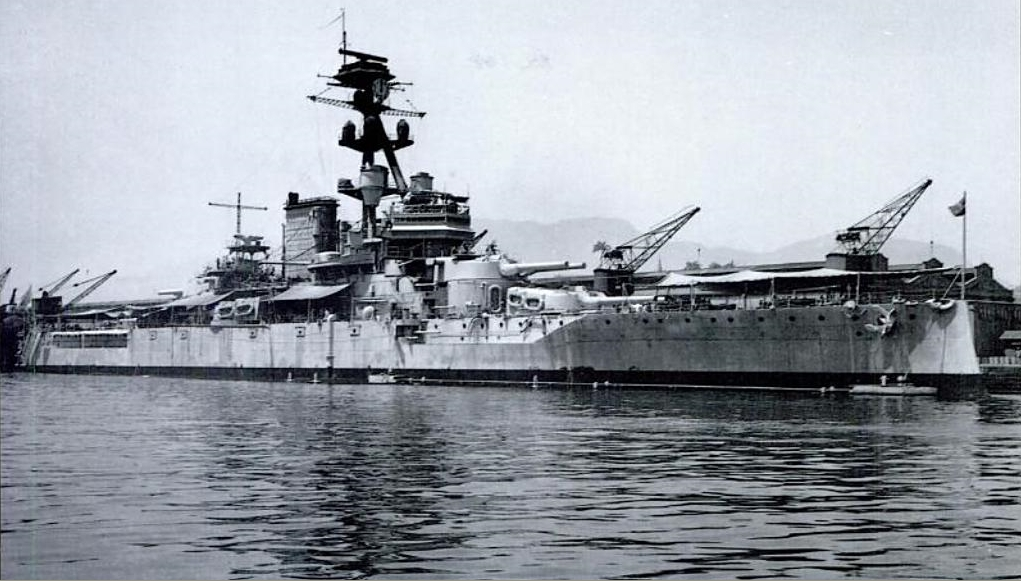
ブラジル弩級戦艦ミナス・ジェライス。写真は近代化改装後のもので煙突の数が1本となっている。

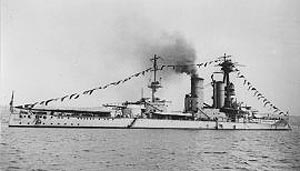
チリ超弩級戦艦「アルミランテ・ラトーレ」（「カナダ」時代に取られた写真）

ブラジルは弩級戦艦の建造に着手した3番目の国となったという点で注目に値する。ブラジルは1907年にイギリスの造船所で2隻の戦艦ミナス・ジェライスとサン・パウロを起工した。これに対抗すべくアルゼンチンとチリも弩級戦艦を就役させたため、南アメリカで小規模な建艦競争が始まった。アルゼンチンはアメリカに発注し「リバダビア級」2隻を保有した。チリはイギリスの造船所に発注したが弩級戦艦を建造途中にキャンセルして超弩級戦艦「アルミランテ・ラトーレ級」2隻の建造に踏み切った。チリの2隻の戦艦は大戦の勃発にともなって2隻ともイギリスに買収され1番艦は「カナダ」として竣工し、後日チリ政府に返還され「アルミランテ・ラトーレ」となり、もう1隻は船体のみ完成していたため、イギリス航空母艦「イーグル」として完成した。
オランダ
オランダは、海防戦艦からなる艦隊を、1912年までに少なくとも5隻の弩級戦艦を擁する近代的な艦隊に変えることを企図した（オランダの戦艦建造計画）。しかし設計の絶え間ない変更と政治的な意思決定の遅れによって、発注がなされないまま1914年夏の第一次世界大戦の勃発を迎えてしまった。そして野心的な艦隊計画もそのまま放棄された。第一次世界大戦後に対日戦を考慮して28cm砲9門を持つ巡洋戦艦を研究したが第二次世界大戦の勃発により着手できなかった。
オスマン帝国

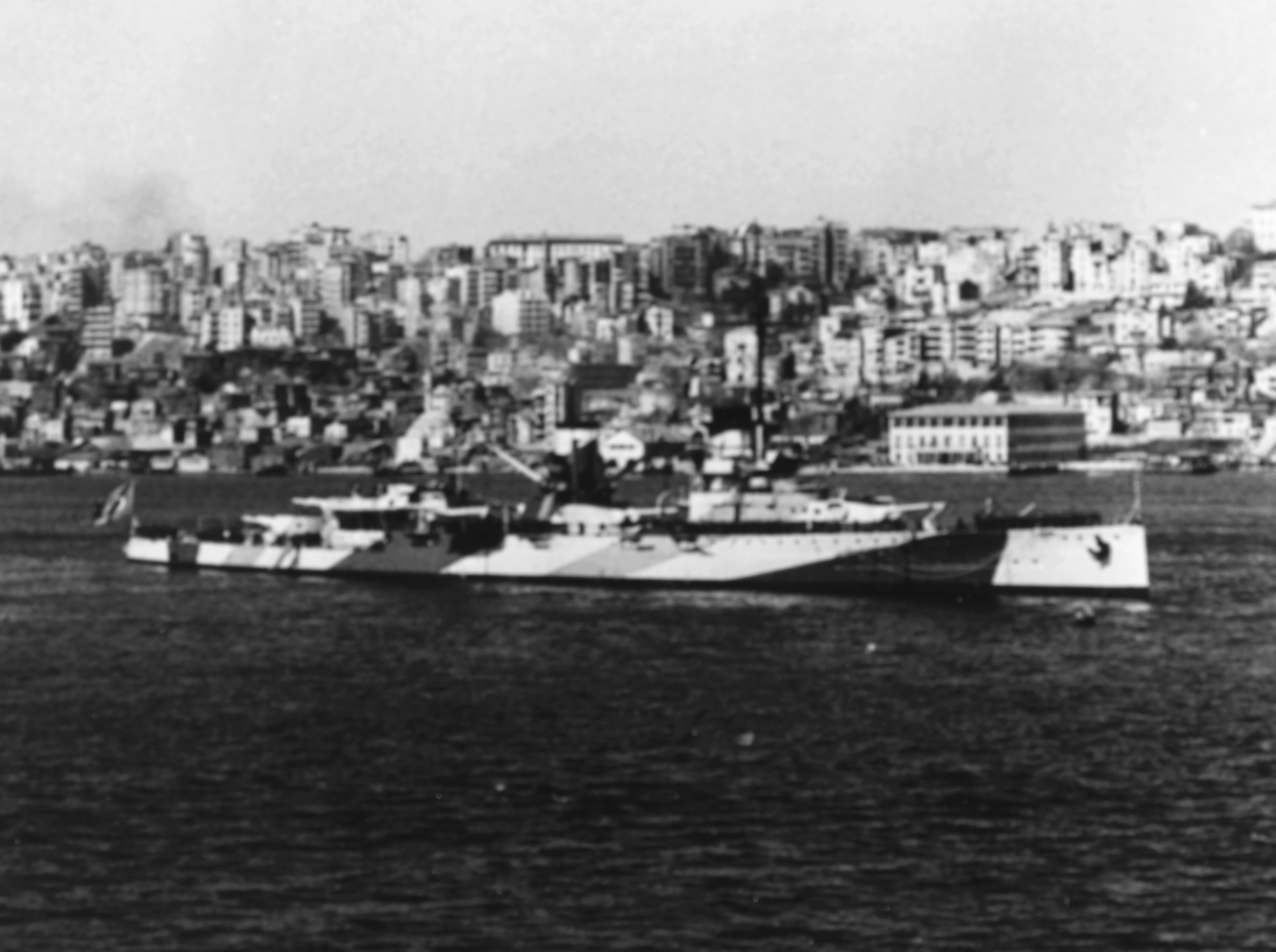
トルコ巡洋戦艦「ヤウズ」時代の「ゲーベン」。（1946年）

オスマン帝国はブラジルがキャンセルした弩級戦艦1隻と、それとは別個に超弩級戦艦1隻をイギリスの造船所に発注したが、第一次世界大戦の勃発とともに、イギリス海軍を増強し、かつ敵の手に渡るのを防ぐために、イギリスに接収された。戦艦レシャディエ (Reshadiye) とスルタン・オスマン1世 (Sultan Osman I) は、それぞれイギリス戦艦エリンおよびエジンコートとなった。その接収の後、ドイツからオスマン帝国に2隻の軍艦、巡洋戦艦ゲーベンと巡洋艦ブレスラウが贈られ、それは、オスマン帝国が同盟国に加わる重要な要因となった。ゲーベンは「ヤウズ・スルタン・セリム」と改名されたが、第一次大戦後に「ヤウズ・セリム」と変わり、最終的に「ヤウズ」となった。
ギリシャ
ギリシャは超弩級戦艦をドイツとフランスに1隻ずつ発注したが、大戦の勃発によって建造は中止された。ドイツに発注した「サラミス」の主砲はアメリカに発注されていたが、それはイギリスのモニター艦「アバークロンビー級」に流用された。1914年、ギリシャは前弩級戦艦「ミシシッピ級」2隻をアメリカ海軍から購入し、「キルキス」および「リムノス」と改名してギリシャ海軍で就役させた。

### 超弩級戦艦

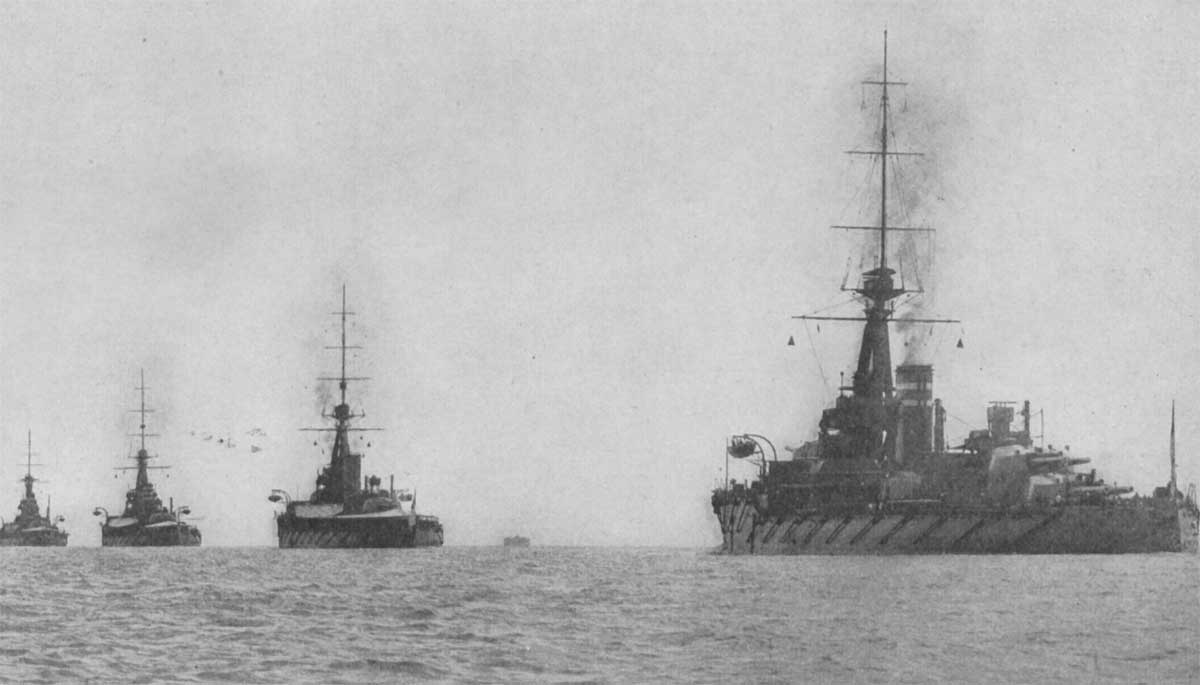
オライオン級戦艦の戦列

ドレッドノート就役後5年、まだその就役中に、より強力な新世代の「超弩級戦艦」が出現し始めた。超弩級戦艦はイギリスのオライオン級戦艦に始まる。この艦の起工後にマスコミに情報が漏れてしまい、新聞記者がこれを「超弩級戦艦」と呼称したのが始まりであり。従って正式な軍事用語というよりも、マスコミ用語というべきものである。それらを「超」をつけて呼ぶのは、一気に2,000トンにおよぶ排水量の増大、より大きな13.5インチ (343 mm) 砲の導入、そして全主砲の中心線上配置などの特徴に基づく。ドレッドノートからオライオンまでの4年間で排水量は25%増加し、舷側砲火の砲弾重量は2倍となった。
イギリスの超弩級戦艦にはまたしても他国が追随した。1911年起工のアメリカ海軍のニューヨーク級は、イギリスにおける13.5インチ (343 mm) 砲を凌駕すべく、14インチ (356 mm) 砲を搭載した。日本では1911年起工の金剛型巡洋戦艦4隻、1912年起工の扶桑型超弩級戦艦2隻と、それに続く1914年の伊勢型2隻に14インチ (356 mm) 砲12門を搭載した。同じくイギリスにおける13.5インチ (343 mm) 砲の凌駕と、近い将来登場が予想される15インチ (381 mm) 砲に準ずる能力を目論んでのものである。金剛型に関しては1番艦を輸入したものの、続く3隻は国産、扶桑型以降は設計も含めて日本で行われた。フランスでは、クールベ級に、340 mm砲を搭載したプロヴァンス級超弩級戦艦が続いた。それに続くノルマンディー級戦艦5隻は、第一次世界大戦の勃発にともなってキャンセルされた。ドイツ海軍では、自軍の12インチ50口径砲はイギリスの13.5インチ45口径砲に匹敵すると考えていたため、対応して砲の口径を増大させる動きはなかった。
イギリス超弩級戦艦の後期艦（クィーン・エリザベス級戦艦以降）は砲塔の数を1つ減らしたため、それによって生じた重量と容積の余裕がより大きな石油専焼ボイラーの搭載に回された。新しい15インチ (381 mm) 砲は砲塔の減少にもかかわらず砲の火力を増大させ、また装甲帯の増厚と水中防御の改善に繋がった。このクラスは25ノットの設計速力を有し、世界最初の高速戦艦と考えられている。

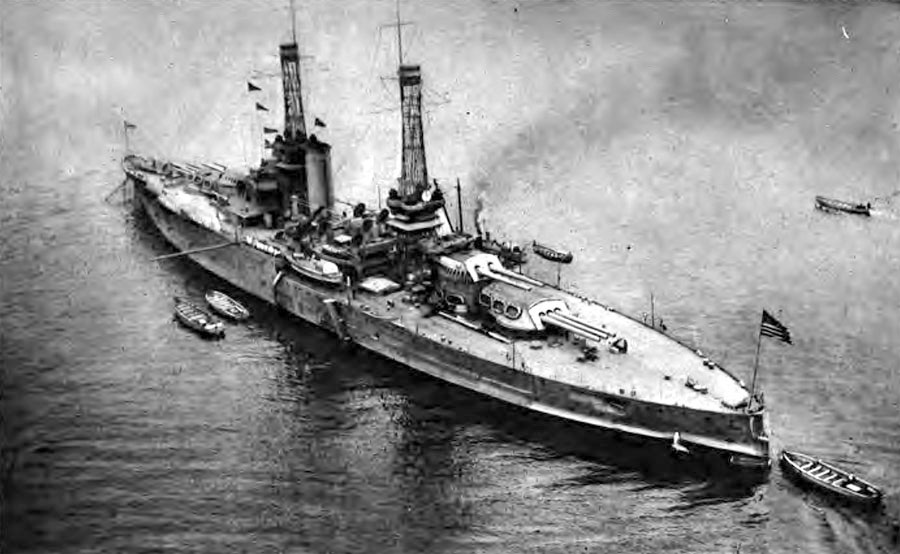
アメリカ海軍最初の超弩級戦艦ネバダの艦尾。（第一次世界大戦中）

初期の超弩級戦艦の、第一次世界大戦後の設計と異なる弱点は、装甲の配分であり、短距離戦闘で必要とされる垂直防御に重点を置いていた点であった。これらの艦は20,000ヤード (18,300 m) で交戦することも可能だったが、そのような遠距離から飛来する高い角度の「落下してくる」砲弾に弱かった。大戦後の設計では、それに対抗して5ないし6インチ (127-152 mm) の厚さの装甲甲板を設けることが一般的となった。重点防御区画の概念は、その後の戦艦設計の中心課題となった。また、魚雷の脅威が現実的なものとなってきたことにより、水中防御の不足も、これら第一次世界大戦前の設計の弱点と認められた。
アメリカ海軍の「標準型」戦艦は、長距離砲戦と大落下角の砲弾を念頭に置いたネバダ級戦艦から始まった。1番艦の起工は1912年、ヨーロッパ諸国海軍が遠距離砲戦の危険を知ることになるユトランド沖海戦の4年前のことだった。標準型戦艦の重要な特徴は「オール・オア・ナッシング」の集中防御装甲と「浮体」構造であった。その設計思想は、船の重要部分だけにきわめて厚い装甲で施し、この装甲された浮体部分に、装甲のない艦首・艦尾部分が撃ち抜かれ、浸水しても船全体が浮かんでいられるだけの十分な予備浮力を持たせるというものだった。この設計の価値は第3次ソロモン海戦で証明された。この海戦で戦艦サウスダコタは回頭のタイミングを誤り、日本艦隊の砲に側面をさらした。そして重砲弾26発の命中を受けたが、装甲された浮体部分は破壊されず、戦闘の最後まで、沈むことなく、行動を続けることができた。
1917年に発注された長門型戦艦には世界で初めて16インチ (41 cm) 砲が搭載され、世界最強の戦艦となると考えられた。ワシントン海軍軍縮条約において日本は長門型2隻の保有が認められたが、引き替えとしてアメリカはコロラド級戦艦3隻を16インチ (40.6cm) 砲へ換装しての建造続行、イギリスは同じく16インチ砲搭載のネルソン級戦艦2隻の新造が認められた。

## 戦歴

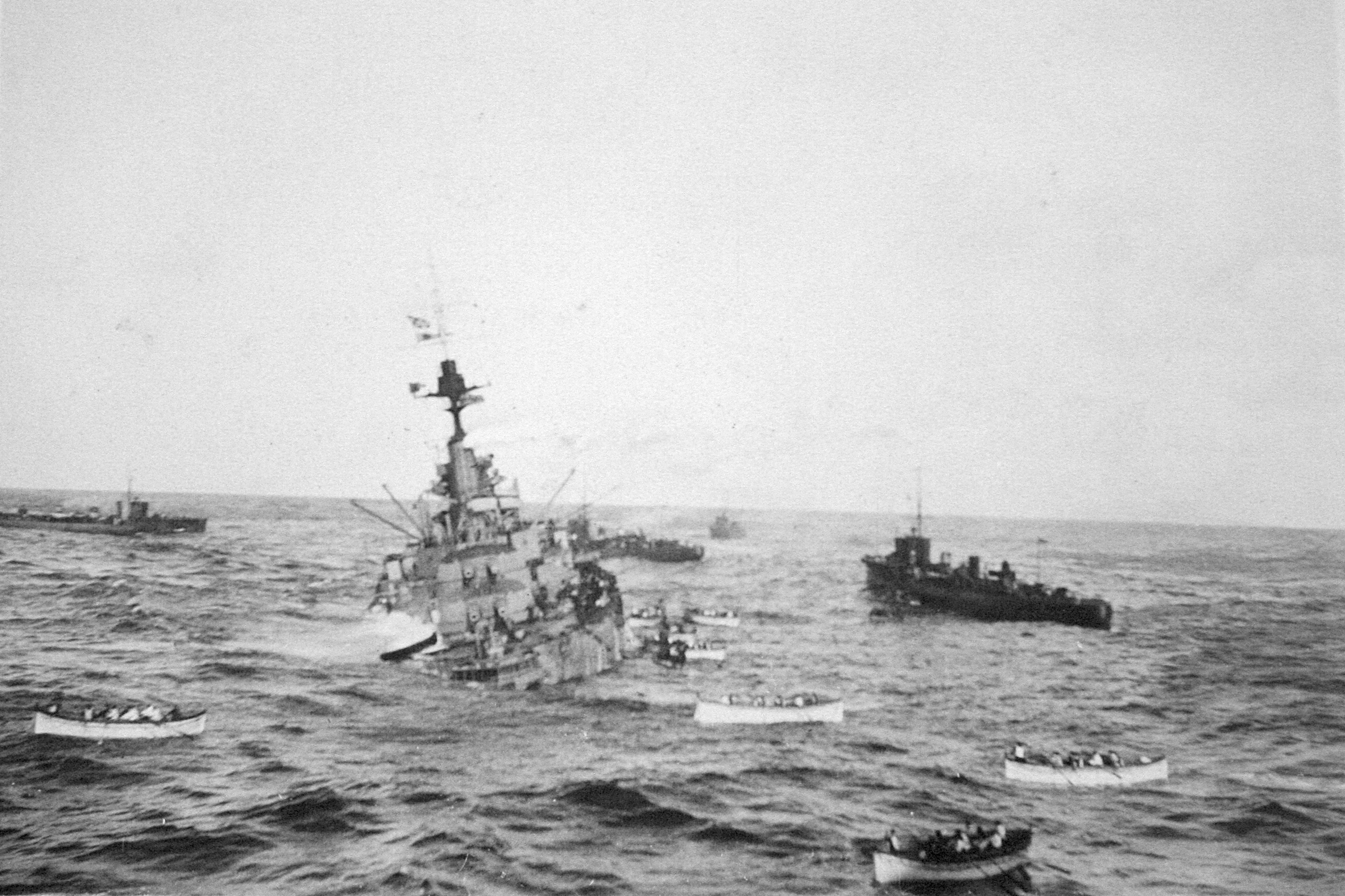
触雷して沈没する戦艦オーディシャス（1914年10月）

第一次世界大戦は、弩級戦艦の大艦隊にとって見せ場に乏しい戦争であった。日本海海戦に匹敵するような近代戦艦同士の決戦は発生しなかった。フランスとロシアでの大規模な陸戦は戦艦とはなんの関わりも無く、また大西洋の戦いでも同様に必要とされていなかった。
地理的な要因によって、イギリス海軍にとってドイツの大洋艦隊を北海に封じ込めておくことは比較的容易だったが、他方でバルト海でのドイツの優位を覆すことはできなかった。弩級戦艦の数におけるイギリスの優位から、艦隊同士の全力決戦が行われればイギリスが勝利することは両国にとって自明のことだった。したがって、ドイツの戦略は、いかに有利な条件で海戦を引き起こすかということであり、それは例えば、イギリスのグランドフリートの一部のみと戦闘に入る、あるいはドイツ沿岸の自軍が敷設した機雷原や水雷艇・潜水艦などが行動する水域で戦力差をなくして戦う、などであった。ドイツ軍はさらに、イギリス艦隊を遠距離から照準するためにツェッペリン飛行船を使うことも考えていた。
大戦の最初の2年は、ヘルゴラント・バイト海戦、ドッガー・バンク海戦などの北海における巡洋戦艦同士の限定的な小競り合いや、イギリス沿岸への襲撃が行われた程度だった。自軍に有利な状況でイギリス艦隊を戦闘に引き込む試みは、1916年夏になってユトランド半島沖での主力艦隊同士の海戦として実現したが、明確な勝敗の付かない結果に終った。
他の海域でも決定的な海戦は行われなかった。黒海ではロシアとオスマン帝国の戦艦が交戦したが、それ以上のことは起こらなかった。バルト海では、行動は主に輸送船団襲撃と防御のための機雷敷設に制限された。アドリア海の状況もある意味で北海と同様だった。オーストリア＝ハンガリー海軍の弩級戦艦隊は、イギリスとフランスの艦隊によって封鎖されたまま、なすすべもなかった。地中海では、戦艦が果たした最も重要な役割は、ガリポリにおける上陸作戦の支援だった。
戦争の進展により、戦艦の、より安価な兵器に対する脆弱さも明らかとなった。1914年9月、ドイツの潜水艦U-9が1時間足らずの間に3隻のイギリスの旧式装甲巡洋艦を撃沈したことなどのイギリス巡洋艦への攻撃の成功は、主力艦に対するUボートの脅威をはっきりと示した。機雷もまた、その1ヵ月後に、就役したばかりのイギリス超弩級戦艦オーディシャスが触雷・沈没したように、依然として大きな脅威だった。Uボートの脅威を減らすために、同年10月末ごろには北海におけるイギリスの戦略および戦術は変わっていった。戦艦隊同士の大規模な海戦は「ユトランド」が史上唯一のものとなったが、この時もドイツの戦闘計画はイギリス艦隊へのUボート攻撃を頼りにしたものだった。また、優勢なイギリス艦隊の砲火からドイツ艦隊が逃げ切れたのも、ドイツの巡洋艦と駆逐艦がイギリス艦隊に迫って、魚雷攻撃の脅威でイギリス艦隊を反転させたからだった。その後も潜水艦による巡洋艦の被害や、あやうく戦艦が難を逃れる例が続き、イギリス海軍には戦艦の脆弱さに関する懸念が広がっていった。
一方ドイツの側では、大洋艦隊は潜水艦の支援なしにイギリス艦隊と戦わないと決定したものの、潜水艦はむしろ通商破壊のために必要とされたため、戦艦隊は戦争の残りの期間のほとんどを港の中で過ごすこととなった。他の戦場でも、弩級戦艦を破壊するか、あるいは損害を与える小型艦艇の活躍が目立った。1918年には2隻のオーストリア弩級戦艦が失われたが、それぞれ水雷艇と潜水夫の犠牲となったのである。

## 第一次大戦中の戦艦建造

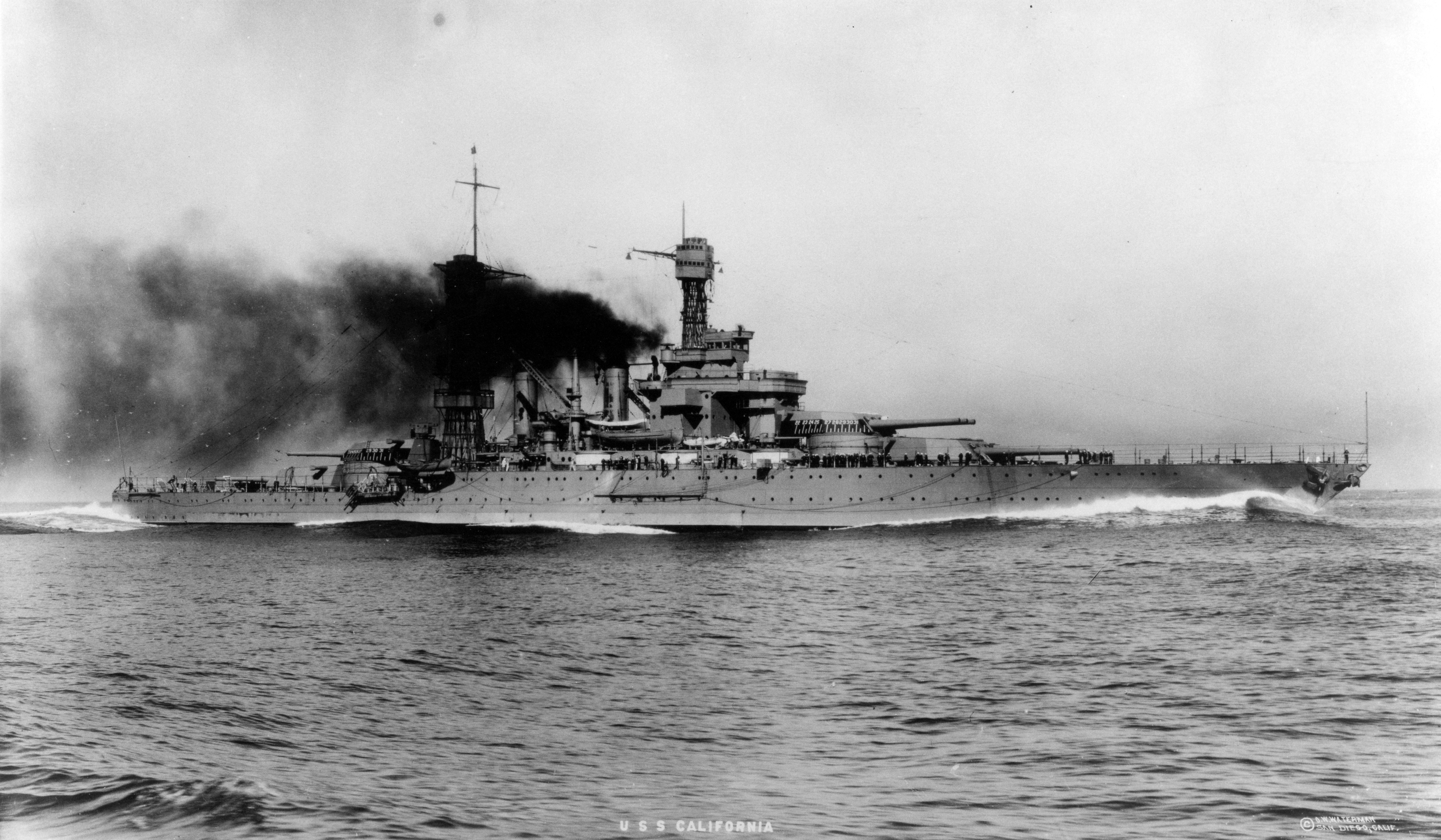
全速航行するテネシー級戦艦カリフォルニア（1921年）

第一次世界大戦の勃発により、資金と技術的資源がより緊急を要する目的に差し向けられたため、弩級戦艦の建艦競争はほぼストップした。戦艦の砲を生産していた工場はその代わりに陸上用の砲を製造するようになり、造船所は小型艦艇の注文で手一杯となった。大戦に参加したその他の海軍国 — フランス、オーストリア＝ハンガリー、イタリア、ロシアは自国が戦地になるために完全にその建艦計画を停止した。イギリスとドイツは、造船所が戦地から遠かったので建造ペースこそ落ちたものの、戦艦と巡洋戦艦の建造を継続できた。
イギリスでは、戦艦建造の政府による一時停止と、ジャッキー・フィッシャーが1914年に海軍本部へ復帰したことにより、巡洋戦艦に新たな注目が集まった。クィーン・エリザベス級とリヴェンジ級の後半の艦が完成にこぎつけたが、リヴェンジ級の最後の2隻はレナウン級巡洋戦艦に設計変更され、続いて基準排水量は4万トンと、既存の戦艦よりも大型で主砲も15インチ砲8門を持つ世界最大の巡洋戦艦アドミラル級が建造された。フィッシャーはこれに続けてさらに極端なカレイジャス級を計画した。これは極めて高速かつ重武装である一方、装甲は犠牲にされわずか3インチ (76 mm) しかなく、主力艦の新造を禁じた内閣の取り決めを迂回するために「大型軽巡洋艦」と呼ばれた。高速に対するフィッシャーの強いこだわりは、軽装甲の巨大巡洋戦艦インコンパラブルの提案でその頂点に達した。
ドイツでは、戦前計画による2隻のバイエルン級戦艦が順次完成したが、起工された3、4番艦は未完成のまま終戦を迎えた。巡洋戦艦もまた、戦前に起工されたヒンデンブルクは1917年に完成したが、1914-1915年設計のマッケンゼン級は、起工されたものの完成に至らなかった。

## 大戦後
第一次世界大戦中は戦艦建造の動きは一段落していたが、1919年から1922年にかけてイギリス、日本、アメリカの間で建艦競争が再開される兆しが見られた。ユトランド沖海戦は、この時期になされた設計に著しい影響を及ぼした。その最初の艦は、1916年設計のイギリスのアドミラル級巡洋戦艦であった。ユトランド沖海戦の結果から、海軍本部は軽装甲の巡洋戦艦があまりに脆いことをついに悟り、そのためアドミラル級は最終設計の段階で大幅に装甲を追加されて排水量も42,000トンに増加した。しかし、新しい建艦競争を引き起こす主導権は、日本とアメリカの海軍が握っていた。アメリカ合衆国では1916年海軍歳出法 (Naval Appropriations Act 1916) が成立し、10隻の戦艦と6隻の巡洋戦艦を含む153隻の軍艦建造が承認された。ここにアメリカは初めて、イギリスの世界一の座を脅かすこととなった。この計画が開始が遅れ（ユトランド沖海戦の戦訓を学ぶことを望んだためもあった）、完全には実施されなかった。しかし、新しいアメリカ艦（コロラド級戦艦とレキシントン級巡洋戦艦）は16インチ (406 mm) 砲を装備することによって、質的にイギリスのクィーン・エリザベス級やアドミラル級の一歩前に出ていた。
時を同じくして、大日本帝国海軍も、ついにその「八八艦隊」の承認を得ようとしていた。1916年に承認された長門型はアメリカのライバル艦と同じく16インチ (41 cm) 砲を8門備えていた。その翌年の海軍予算ではさらに2隻の戦艦と2隻の巡洋戦艦の建造が認められた。戦艦（加賀型）は16インチ砲10門を装備し、巡洋戦艦（天城型）もまた16インチ砲10門を持ち30ノット、イギリスのアドミラル級、アメリカのレキシントン級を上回る防御力を持つ設計とされていた。
1919年、事態はさらに悪くなっていった。ウッドロウ・ウィルソン大統領がアメリカ海軍のさらなる拡大を提案し、1916年の建艦計画（サウスダコタ級戦艦は結局起工されなかった）の完遂に加えてさらに10隻の戦艦と6隻の巡洋戦艦の新造予算を要求したのである。それに応えて日本の国会はついに戦艦4隻の新造を含む「八八艦隊」の完成に同意した。その紀伊型戦艦の排水量は43,000トンであり、さらにその次の設計（十三号型巡洋戦艦）は18インチ (46 cm) 砲を装備する予定だった。それでも日本海軍にはまだ不満を抱く者が多く、彼らは近代的な戦艦・巡洋戦艦24隻で構成される「八八八艦隊」を求めていた。
第一次世界大戦によって疲弊したイギリスは、アメリカと日本の後塵を拝する危機に直面した。アドミラル級以降、建造は途絶えており、しかもそのアドミラル級でも完成したのはフッドのみだった。1919年6月、海軍本部は戦艦33隻と巡洋戦艦8隻からなる戦後の艦隊整備計画を策定したが、その建造と維持に毎年およそ1億7100万ポンドが見込まれるのに対して、支出しうるのは8400万ポンドに過ぎなかった。海軍本部はやむなく必要最低限のものとして、8隻の戦艦の建造を要求した。それは、16インチ (406 mm) 砲と高速を備えたG3型巡洋戦艦と、18インチ (457 mm) 砲を備えたN3型戦艦だった。
ドイツは、この3国の建艦競争に参加できなかった。戦前に建造された大部分のドイツ弩級戦艦は、1919年に乗組員の手によってスカパ・フローで自沈しており、残りの艦も戦争賠償として他国に引き渡されていた。またヴェルサイユ条約により新造艦の上限は排水量1万トンと定められ、「戦艦」の名称を冠した艦の建造も禁止された。
フランスは苦しい経済状況の中でも超弩級戦艦保有は諦めていなかった。1913年度計画で建造開始されたノルマンディー級5隻のうち船体工事の約50%を過ぎたものが4隻もあり、5番艦ベアルンのみ25%であった。
財政が傾くほどの規模になった拡張計画を進める代わりに、主要海軍国は1922年、ワシントン海軍軍縮条約を締結した。条約は、旧式の弩級戦艦の多くと、建造中の新造戦艦のほとんどすべてを列挙し、それらを廃棄など使用できなくすると定めた。さらに、新しい戦艦・巡洋戦艦を起工しない期間（「建艦休日」）を宣言した（イギリスのネルソン級戦艦を除く）。3海軍の最新の超弩級艦をはじめ、条約で保有を認められた軍艦は、1920年代から1930年代にかけて、また近代化改装を経て第二次世界大戦においても、世界の主力艦戦力の中核となった。ワシントン、ロンドン両軍縮条約の制限の下、旧式戦艦の代替として建造された戦艦は「条約型戦艦」と呼ばれる。
この時以降、「弩級戦艦」は広く使われる用語ではなくなった。大部分の前弩級戦艦は第一次世界大戦後、廃棄か、ハルクとされ、戦艦はすべて弩級（または超弩級）戦艦となったため、「弩級戦艦」という用語は必要でなくなったのである。それでも、第二次世界大戦当時の戦艦について、弩級戦艦という用語が用いられることはしばしばある。

## 注記
1. ↑  河内型は12インチ砲12門を搭載しているが、砲身長の異なる2種類の砲の混載であり、そのため準弩級戦艦に分類されることがある。日本海軍は河内型の後は超弩級の金剛型巡洋戦艦、扶桑型戦艦に移行しており、そのため狭義の弩級戦艦は日本には存在しないことになる。
2. ↑  「至近距離では砲弾は水平に近い弾道をたどるため、砲は敵を直接照準することが可能である。長距離の場合は更に困難であり、目標に命中させるためには、射手は適切な弾道に沿って上に向けて発射しなければならなかった。そのため目標までの距離の正確な測定が必須となり、これが射撃管制の主要な問題の1つとなっていた。これが軍艦の場合では、船体のローリングによってさらに問題は複雑になる。」 Friedman, Battleship Design and Development, p.99
3. ↑  発射体（弾丸）は軽ければ軽いほど正面面積当たりの質量の割合が低く、空気抵抗による減速が著しい。他の条件が同じならば、高い速度はすなわち高い正確性を意味する。
4. ↑  「1904年当時、大口径砲の砲術は、最大射程でも命中させることができる域まで進歩していた。それは日露戦争での実際の戦闘によって裏付けられたが、単一巨砲に関する真剣な研究は、平時の砲術試験の結果に基づき、すでに主な海軍国のいくつかにおいて進められていた。」 Friedman, U.S. Battleships, p.52
5. ↑  「もう一つの利点は武装の統一によってもたらされる。武装の混在はそれぞれのタイプごとの射撃管制を必要とする。さまざまな理由により、目標への距離は同じであっても、12インチ砲のために計算された射程は、9.2インチ砲には適合しないのである。」First Addendum to the Report of the Committee on Designs, quoted in Mackay, Fisher of Kilverstone, p.322
6. ↑  イギリスの場合:「フィッシャーは、斉射の着弾観測によって遠距離で命中弾を得る可能性について関心を示したことはないようである。また、この方式（斉射）が初めて（英海軍で）公式に理解されたのはいつごろかというのもよくわからない。」(Mackay, Fisher of Kilverstone, p. 322)。
アメリカの場合:「2つのごく近い口径（例えば10インチ (254 mm) と12インチ (305 mm)）の砲が混在することで砲術上の混乱が生じるという可能性は、一度も問題にされたことはない。例えばシムズとパウンドストーンが強調した利点は、弾薬補給にあたっての共通性であったり、負傷した射手を非戦闘側の砲の要員で交替させ得ることなどであった。」(Friedman, US Battleships, p. 55)。
7. ↑  海軍大学校のW・L・ロジャーズは10月、質問に答えて長大かつ詳細な覚書を書き、射程の長大化によって、10インチと12インチの間にさえ、正確性の差が顕著になってきたと指摘している (Page 55, Friedman, US Battleships)。「長距離戦で有利になるかどうかは、その艦が最大口径の砲をどれだけ多く搭載しているかにかかっている。」（「戦艦設計委員会報告」からのマッケイによる引用 (Fisher of Kilverstone, p.322)）
8. ↑  フィッシャーが単一巨砲艦に関する断固とした考えを初めて文書で表明したのは1904年のことである。彼はその中で10インチ砲16門を要求していたが、1904年11月には12インチ砲の必要を確信していた。フィッシャーが1902年の手紙で示唆した「強力な『あらゆる場合に均しい火力を有する ('with equal fire all round')』軍艦」も、単一巨砲艦を意味していた可能性がある。(Mackay, R. Fisher of Kilverstone, p.312)
9. ↑  Friedman, U.S. Battleships, p.126–8. フリードマンは、一例として、巡洋戦艦改造空母サラトガのターボ・エレクトリック機関が、第二次世界大戦においてたった1本の魚雷ですべての出力を失ったことを挙げている。
10. ↑  最後の前弩級戦艦であるロード・ネルソン級は1隻あたり154万ポンドだったのに対し、ドレッドノートのコストは178万3千ポンドだった。しかし8年後のクィーン・エリザベス級では230万ポンドになっていた。これは現在の貨幣価値に換算してそれぞれ1億3700万、1億1900万、1億6200万ポンドに相当する。Original figures from Breyer, Battleships and Battlecruisers of the World, p.52, 141; comparisons from Measuring Worth UK CPI
11. ↑  ただし全砲塔の中心線配置については、イギリス以外の国では弩級戦艦の頃から例がある。
12. ↑  ナッサウ級とヘルゴラント級は戦争賠償となった。カイザー級とケーニヒ級およびバイエルン級の初めの2隻は自沈した（バーデンはイギリスの手で浮揚され、試験艦および標的として使われた）。建造中だった戦艦は完成させられることなく廃棄処分となった。
13. ↑  この傾向は1922年のワシントン海軍条約の前から進行中だった。16隻の前弩級戦艦が、ハルク、宿泊船、訓練船といった用途で第二次世界大戦に従軍したが、ドイツの練習艦シュレジェンとシュレスヴィヒ＝ホルシュタインの2隻はバルト海において支援砲撃を行った。

## 参考書籍
- Archibald, E. H. H. (1984). The Fighting Ship in the Royal Navy 1897–1984. Blandford. ISBN 0-7137-1348-8
- Axell, Albert et al (2004) (Swedish). Kamikaze - Japans självmordspiloter. Lund, Sweden: Historiska media. pp. 316. ISBN 91-85057-09-6
- Breyer, Siegfried (1973). Battleships and Battlecruisers of the World, 1905–1970. London: Macdonald and Jane's. ISBN 0-356-04191-3.
- Brooks, John (2005). Dreadnought Gunnery at the Battle of Jutland: The Question of Fire Control. Routledge. ISBN 0-7146-5702-6
- Brown, D. K. (2003). Warrior to Dreadnought: Warship Development 1860–1905. Book Sales. ISBN 978-1-84067-529-0
- Brown, D. K. (2003). The Grand Fleet: Warship Design and Development 1906–1922. Caxton Editions. pp. 208. ISBN 978-1-84067-531-3
- Corbett, Sir Julian (1994). Maritime Operations In The Russo-Japanese War 1904–1905. Naval Institute Press. pp. 1072. ISBN 1-55750-129-7 Originally Classified and in two volumes.
- Cuniberti, Vittorio, "An Ideal Battleship for the British Fleet" in All The World’s Fighting Ships, pub F.T. Jane, London, 1903
- Evans, D. and Peattie, M (1997). Kaigun: Strategy, Tactics and Technology in the Imperial Japanese Navy, 1887 1941. Annapolis: Naval Institute Press. ISBN 0-87021-192-7
- Fairbanks, Charles (1991). “The Origins of the Dreadnought Revolution”. International History Review 13:  246–72.
- Friedman, Norman (1978). Battleship: Design and Development 1905–1945. Conway Maritime Press. ISBN 0-85177-135-1
- Friedman, Norman (1985) US Battleships, an Illustrated Design History, pub Naval Institute Press ISBN 0-87021-715-1
- Gardiner, Robert (Ed.) and Gray, Randal (Author) (1985). Conway's All the World's Fighting Ships, 1906–1921. Naval Institute Press. pp. 439. ISBN 978-0-87021-907-8
- Gardiner, Robert (Ed.) (1980). Conway’s All the World’s Fighting Ships, 1922–1946. London: Conway Maritime Press. ISBN 0-85177-146-7
- Gardiner, Robert (Ed.) and Lambert, Andrew (Ed.) (2001). Steam, Steel and Shellfire: The steam warship 1815–1905 - Conway's History of the Ship. Book Sales. pp. 192. ISBN 978-0-7858-1413-9
- Gardiner, Robert (Ed.) (1992). The Eclipse of the Big Gun. London: Conways. ISBN 0-85177-607-8
- Gibbons, Tony (1983). The Complete Encyclopedia of Battleships and Battlecruisers - A Technical Directory of all the World's Capital Ships from 1860 to the Present Day. London, UK: Salamander Books Ltd. pp. 272. ISBN 0-517-37810-8
- Greger, René (1993) (German). Schlachtschiffe der Welt. Stuttgart, Stuttgart: Motorbuch Verlag. pp. 260. ISBN 3-613-01459-9
- Gröner, Erich (1990). German Warships 1815–1945 Volume 1. Annapolis, MD: Naval Institute Press. ISBN 0-87021-790-9
- Ireland, Bernard and Grove, Eric (1997). Jane's War At Sea 1897–1997. London: Harper Collins Publishers. pp. 256. ISBN 0-00-472065-2
- Jentschura, H; Jung, D; and Mickel, P (1977). Warships of the Imperial Japanese Navy, 1869–1945. London: Arms & Armor Press. ISBN 0-85368-151-1
- Keegan, John (1999). The First World War. London: Pimlico. ISBN 0-7126-6645-1
- Kennedy, Paul M. (1983). The Rise and Fall of British Naval Mastery. London: Macmillan. ISBN 0-333-35094-4
- Lambert, Nicholas A. (1999). Sir John Fisher's Naval Revolution. University of South Carolina. ISBN 1-57003-277-7
- Mackay, Ruddock F. (1973). Fisher of Kilverstone. Oxford: Clarendon Press. ISBN 0-19-822409-5
- Marder, Arthur J. (1964). The Anatomy of British Sea Power: A History of British Naval Policy in the Pre-Dreadnought Era, 1880–1905. Frank Cass & Co., Ltd.. pp. 580
- Massie, Robert (2004). Dreadnought: Britain, Germany and the Coming of the Great War. London: Pimlico. ISBN 978-1-84413-528-8
- Massie, Robert (2005). Castles of Steel - Britain, Germany and the Winning of the Great War at Sea. London: Pimlico. ISBN 1-84413-411-3
- Parkes, Oscar (1990). British Battleships. first published Seeley Service & Co, 1957, published United States Naval Institute Press. ISBN 1-55750-075-4
- “Sea Fighter Nevada Ready for her Test”. New York Times. (1915年10月26日) 2009年2月11日閲覧。 {{cite news}}: 不明な引数|coauthors=が空白で指定されています。 (説明)⚠
- Sondhaus, Lawrence (2001). Naval Warfare 1815–1914. London. ISBN 0-415-21478-5
- Sumida, Jon (January 1990). “British Naval Administration and Policy in the Age of Fisher”. The Journal of Military History (Society for Military History) 54 (1):  1–26. doi:10.2307/1985838.
- Sumida, Jon (October 1995). “Sir John Fisher and the Dreadnought: The Sources of Naval Mythology”. The Journal of Military History (Society for Military History) 59 (4):  619–637. doi:10.2307/2944495.
- 『日本戦艦史 （世界の艦船1988年3月増刊）』（海人社）
- 『近代戦艦史 （世界の艦船2008年10月増刊）』（海人社）

- 『アメリカ戦艦史 （世界の艦船1990年1月増刊）』（海人社）
- 『イギリス戦艦史 （世界の艦船1990年11月増刊）』（海人社）
- 『イタリア戦艦史 （世界の艦船1994年8月増刊）』（海人社）
- 『ドイツ戦艦史 （世界の艦船1989年3月増刊）』（海人社）
- 『フランス戦艦史 （世界の艦船1993年11月増刊）』（海人社）
- 『ロシア/ソビエト戦艦史 （世界の艦船1992年12月増刊）』（海人社）